# Quarta coalizione
La quarta coalizione fu un'alleanza costituita nell'agosto del 1806 tra Regno Unito, Prussia, Impero russo, Svezia, Sassonia e Regno di Sicilia per contrastare la Francia imperiale di Napoleone Bonaparte e le sue nazioni satelliti; l'alleanza venne costituita principalmente per la decisione della Prussia di ostacolare il predominio della Francia in Germania, conseguito dopo la sua vittoria nella guerra della terza coalizione, trovando in questo subito l'appoggio della Gran Bretagna (ininterrottamente in guerra contro i francesi fin dalla rottura della pace di Amiens nel 1803) e dell'Impero russo (ancora in guerra con la Francia anche dopo la sconfitta subita nella precedente battaglia di Austerlitz).
Dopo l'entrata delle forze prussiane in Sassonia, le ostilità tra la Francia e la coalizione iniziarono nell'ottobre del 1806: l'esercito prussiano, senza attendere l'arrivo dei russi, avanzò in modo confuso e disperso e Napoleone poté prendere l'offensiva con una brillante manovra strategica e vincere entro pochi giorni la battaglia di Jena il 14 ottobre 1806. La contemporanea vittoria nella battaglia di Auerstädt del maresciallo Louis Nicolas Davout contribuì alla totale disfatta dei prussiani. Dopo questi successi e il riuscito inseguimento del nemico in rotta, Napoleone fu in grado di entrare a Berlino e occupare gran parte della Prussia, ma la decisione del re Federico Guglielmo III di continuare la lotta con il sostegno dell'esercito russo obbligò i francesi a intraprendere una nuova campagna nei territori dell'attuale Polonia. Nel corso di duri combattimenti invernali i due eserciti si affrontarono nella battaglia di Eylau (7-8 febbraio 1807), che si concluse con gravi perdite per entrambe le parti e senza risultati decisivi; dopo una pausa i combattimenti ripresero con la bella stagione, fino alla definitiva vittoria francese nella battaglia di Friedland (14 giugno 1807).
La coalizione si dissolse con la sottoscrizione della pace di Tilsit (7-9 luglio 1807): Napoleone e lo zar Alessandro I riuscirono a raggiungere un accordo per la definizione delle rispettive sfere di influenza, stabilendo un'alleanza tra Francia e Russia che sarebbe durata ufficialmente fino al 1810; la Prussia invece subì le conseguenze della sconfitta, rimanendo occupata dalle truppe francesi fino al 1808 e venendo costretta a cedere una parte del suo territorio ed a ridurre considerevolmente le proprie forze armate, venendo ridotta all'impotenza e dovendo sottomettersi alla predominante influenza francese.

## Costituzione della Quarta coalizione

### Disgregazione della terza coalizione e espansione napoleonica
La terza coalizione antifrancese si era disgregata improvvisamente subito dopo la battaglia di Austerlitz; lo zar Alessandro I, deluso e demoralizzato dalla imprevista e disastrosa sconfitta, aveva abbandonato il campo ed era rientrato con i resti del suo esercito in Russia, abbandonando l'imperatore d'Austria Francesco II che in pochi giorni concluse un armistizio con Napoleone e poi il 26 dicembre 1805 accettò la dura pace di Presburgo. Pochi giorni prima della battaglia di Austerlitz, la Prussia, che dopo il 1795 si era ritirata dalle coalizioni francesi e aveva contrattato con la Francia una serie di accordi per ottenere compensazioni territoriali nella Germania settentrionale, aveva concluso con lo zar la convenzione di Potsdam che prevedeva, nel caso in cui Napoleone non avesse accolto le proposte di mediazione che i prussiani avrebbero presentato, di entrare in guerra a fianco delle altre potenze della Terza coalizione. In realtà il re di Prussia Federico Guglielmo III, esitante e indeciso, temeva una guerra e aveva dato disposizione al suo inviato presso l'imperatore dei francesi, Christian von Haugwitz di attendere una risposta fino al 15 dicembre 1805.
Il 2 dicembre si combatté ad Austerlitz e la Prussia quindi dovette affrettarsi a sua volta a trattare con il vincitore. Il 15 dicembre Napoleone trattò bruscamente l'inviato Haugwitz e impose la conclusione del trattato di Schönbrunn che assegnava l'Hannover alla Prussia in cambio di un'alleanza con la Francia. Napoleone poté quindi organizzare l'Europa centro-meridionale secondo i suoi progetti e creare la struttura del cosiddetto "Grande Impero". In Germania Napoleone prima assegnò il Tirolo, il Vorarlberg, ceduti dall'Austria, al regno di Baviera e al regno del Württemberg che divennero stretti alleati della Francia, quindi soprattutto creò il 12 luglio 1806 la Confederazione del Reno che, costituita da sedici regni o principati tedeschi, divenne il pilastro dell'egemonia francese in Germania; la Grande Armée rimase stazionata nella Germania meridionale a spese degli stati alleati.
L'Austria venne estromessa dalla Germania e il 6 agosto 1806 Francesco II abdicò dal suo titolo di imperatore del Sacro Romano Impero e mantenne solo il titolo di imperatore d'Austria. Nei Paesi Bassi Napoleone impose con facilità un trattato di alleanza e impose la trasformazione della Repubblica Batava in regno con sovrano suo fratello Luigi, proclamato re il 5 giugno 1806. In Italia, il regno si estese occupando il Veneto austriaco, compresa Venezia; inoltre Napoleone decise fin dal 27 dicembre 1805 di prendere iniziative radicali contro i Borboni di Napoli e l'armata francese al comando del maresciallo Andrea Massena invase il Regno di Napoli e occupò il territorio senza incontrare molta resistenza. Il re e la famiglia reale si rifugiarono in Sicilia sotto la protezione della marina britannica e il 30 marzo 1806 il fratello maggiore di Napoleone Giuseppe, venne proclamato nuovo sovrano.
Ma presto la situazione dei francesi divenne difficile: i russi occuparono Corfù, mentre in Calabria si scatenò una violenta guerriglia popolare ispirata dal partito reazionario borbonico-clericale, i britannici dalla Sicilia sbarcarono un corpo di spedizione di 6 000 uomini al comando del generale John Stuart nel Golfo di Sant'Eufemia il 1º luglio 1806 e poterono stabilirsi solidamente a Reggio Calabria dopo aver respinto in francesi nella battaglia di Maida; oltre 40 000 soldati al comando del maresciallo Massena e del generale Jean Reynier furono impegnati fino al 1808 a reprimere la rivolta e controllare i britannici. Le truppe francesi entrarono anche ad Ancona e Civitavecchia per bloccare questi porti al commercio britannico, mentre nell'aprile 1806 il maresciallo Auguste Marmont entrò in Dalmazia con il II corpo d'armata e, mentre i russi da Corfù occupavano le bocche di Cattaro, rimase sul territorio combattendo l'insurrezione montenegrina. Infine Napoleone riprese in considerazione anche i suoi progetti orientali: suoi incaricati arrivarono a Giannina, in Moldavia e in Bosnia; il sultano Selim III riconobbe ufficialmente l'imperatore dei francesi, ci fu uno scambio di ambasciatori tra Parigi e Costantinopoli; i turchi allentarono i loro legami con la Gran Bretagna e con la Russia.

### Entrata in guerra della Prussia

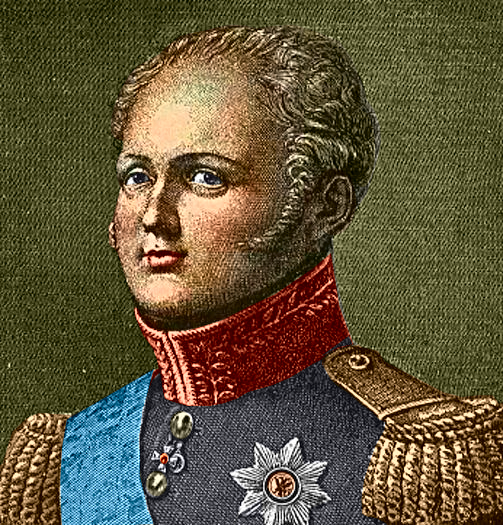
Lo zar Alessandro I di Russia

L'espansione napoleonica rendeva molto difficile arrivare a una pace generale e duratura anche se per alcuni mesi si susseguirono tentativi di accordo tra la Francia e Gran Bretagna e Russia, le due potenze ancora in guerra. In Gran Bretagna era stato costituito, dopo la morte del primo ministro William Pitt, il nuovo "ministero di tutti i talenti", presieduto da Lord Grenville con Charles James Fox ministro degli esteri; si decise di inviare a Parigi con pieni poteri, Lord Yarmouth per ricercare una composizione del conflitto sulla base del mantenimento delle posizioni acquisite, della restituzione dell'Hannover e dell'assegnazione di un compenso territoriale per il re di Napoli, Ferdinando I. Nel frattempo in Russia lo zar Alessandro sembrava intenzionato a seguire le proposte del suo consigliere polacco Adam Jerzy Czartoryski dirette a ricercare un compromesso con la Francia e a rivolgere l'espansionismo dell'impero in Oriente dove l'Impero Ottomano sembrava prossimo alla disgregazione; il 12 maggio fu annunciato l'invio a Parigi del conte d'Oubril per aprire le trattative.
In realtà Napoleone cercava di approfittare di queste trattative per mettere in difficoltà la Gran Bretagna e creare un'alleanza continentale; le trattative con Lord Yarmouth furono interrotte e dopo l'arrivo in Francia il 6 luglio dell'inviato dello zar, d'Oubril venne ingannato con allettanti proposte di spartizione dell'Impero Ottomano; il 20 luglio egli firmò un accordo svantaggioso con Napoleone che prevedeva per la Russia l'abbandono di Cattaro a favore della Francia pur confermando il possesso delle isole Jonie e la libera navigazione negli stretti del Bosforo. La Russia avrebbe dovuto riconoscere il dominio francese in Germania e Italia, anche se la Grande Armée sarebbe stata ritirata dal territorio tedesco. In un primo momento sembrò che la Gran Bretagna rischiasse un nuovo isolamento e Lord Yarmouth presentò altre proposte più favorevoli alla Francia che prevedevano per i britannici Malta, il Capo e l'Hannover, mentre Ferdinando avrebbe ceduto la Sicilia ricevendo le Baleari in compensazione; soprattutto sarebbe stato riconosciuto il predominio francese in Germania.
Ma in Russia Alessandro cambiò rapidamente i suoi programmi; Czartoryski venne momentaneamente allontanato e sostituito dal tedesco baltico Andrej von Budberg, molto favorevole ad un'alleanza russo-prussiana in funzione antifrancese; l'aristocrazia russa rimaneva accesamente antirivoluzionaria e filo-inglese e lo zar non firmò il trattato concordato da d'Oubril. La Gran Bretagna, informata dei cambiamenti in corso in Russia e dei segni di irritazione della Prussia, modificò a sua volta le sue posizioni, le proposte di Yarmouth, considerate dal ministro degli esteri Fox troppo favorevoli alla Francia, vennero ritirate e venne inviato a Parigi Lord Lauderdale, con l'incarico di riaprire le trattative. Nel frattempo in Prussia la situazione politica stava evolvendo in senso sempre più bellicoso e antifrancese; Napoleone non desiderava una nuova guerra con la Prussia; egli invece intendeva inserirla, nel ruolo di alleato minore, nel sistema continentale che stava organizzando.

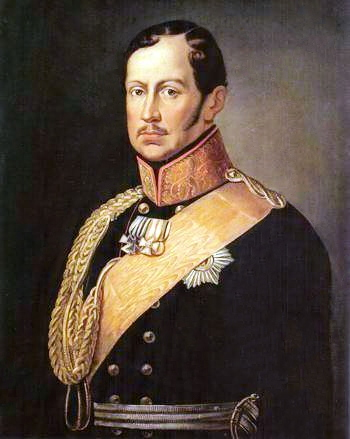
Il re di Prussia Federico Guglielmo III.

Le trattative con l'inviato Haugwitz tuttavia ebbero un andamento burrascoso; l'imperatore rifiutò nettamente le richieste prussiane di conservare, oltre all'Hannover, anche Anspach e le città anseatiche; Napoleone impose invece un trattato più sfavorevole alla Prussia. Il 15 febbraio 1806 l'accordo imposto a Haugwitz stabilì che la Prussia doveva occupare subito l'Hannover nonostante l'ostilità britannica, chiudere i porti baltici al commercio inglese e cedere Anspach, Neuchâtel e parte del Ducato di Kleve. Il partito della guerra in Prussia uscì rafforzato dopo questa umiliazione diplomatica e negli ambienti di corte e tra i militari cresceva l'ostilità antifrancese; era soprattutto la regina Luisa che manifestava apertamente la sua simpatia per lo zar Alessandro e al contrario il suo odio per Napoleone di cui parlava come del "mostro" e del "rifiuto dell'inferno". Inoltre il principe Luigi Ferdinando, alti dignitari, ufficiali come Karl Ludwig von Phull, Gerhard von Scharnhorst, Gebhard von Blücher, premevano per affrettare i tempi ed entrare in guerra.
Anche politici come Karl von Hardenberg e Heinrich von Stein premevano sull'esitante sovrano per favorire una svolta antifrancese e per entrare in un'alleanza offensiva con Russia e Gran Bretagna; anche gli ambienti economici e commerciali erano in agitazione a causa del blocco britannico dei porti baltici che riduceva i loro guadagni. Federico Guglielmo nonostante l'accordo formale con Napoleone, manteneva contemporaneamente rapporti segreti con lo zar Alessandro; Hardenberg entrò in contatto con l'ambasciatore russo a Berlino, Maksim Maksimovič Alopeus, e una convenzione che venne accettata e firmata dallo zar il 24 luglio 1806. Nuovi avvenimenti provocarono una svolta decisiva della politica prussiana: Napoleone creò la Confederazione del Reno che sembrò sanzionare il predominio francese in Germania, l'inviato britannico Lord Yarmouth fece trapelare la notizia di possibili mire francesi sull'Hannover che sarebbe stato quindi sottratto alla Prussia, il generale Blücher comunicò la falsa notizia del concentramento di truppe francesi sul Reno e in Franconia.
Federico Guglielmo infine si decise e il 9 agosto mobilitò l'esercito; una violenta ondata di nazionalismo prussiano si stava diffondendo tra i militari, le truppe e la popolazione; il 6 settembre Alessandro venne informato della intenzione prussiana di entrare in guerra e quindi egli, rassicurato dalla scelta di Federico Guglielmo, rifiutò di ratificare l'accordo concluso da d'Oubril e iniziò a radunare, nonostante le difficoltà sorte con l'Impero Ottomano sul Danubio, truppe per entrare in Polonia in aiuto dei prussiani. Si stava organizzando una Quarta coalizione antifrancese; la Prussia preparava un ultimatum per richiedere il ritiro dei francesi a ovest del Reno; la Gran Bretagna, resa più sicura dalle decisioni di Russia e Prussia e dal successo di Buenos Aires, presentò le sue richieste finali a Napoleone il 26 settembre, tra cui l'assegnazione della Dalmazia a Ferdinando di Borbone. Ma l'imperatore non intendeva continuare le trattative e Lord Lauderdale lasciò Parigi il 9 ottobre; a quella data Napoleone era già alla testa delle sue truppe in Germania, dove il 7 ottobre aveva ricevuto l'ultimatum prussiano.

## Le forze in campo

### La Grande Armée
La Grande Armée nel 1806 aveva raggiunto il suo apogeo; nonostante le carenze organizzative e materiali e la povertà di mezzi causate da un sistema di intendenza e di forniture molto inefficiente, questo esercito, sorto dalla fusione dei migliori elementi delle armate rivoluzionarie, era il più forte del mondo. I soldati, mediocremente riforniti, refrattari alla disciplina, spesso dediti al saccheggio, erano tuttavia esperti, agguerriti e convinti della propria superiorità di cittadini della "Grande nazione" di fronte agli eserciti "mercenari" delle monarchie. Gli ufficiali e i sottufficiali, provenienti dai ranghi inferiori, erano desiderosi del combattimento e molto coraggiosi, aspirando all'elevazione sociale e materiale consentita dalla promozione per merito.

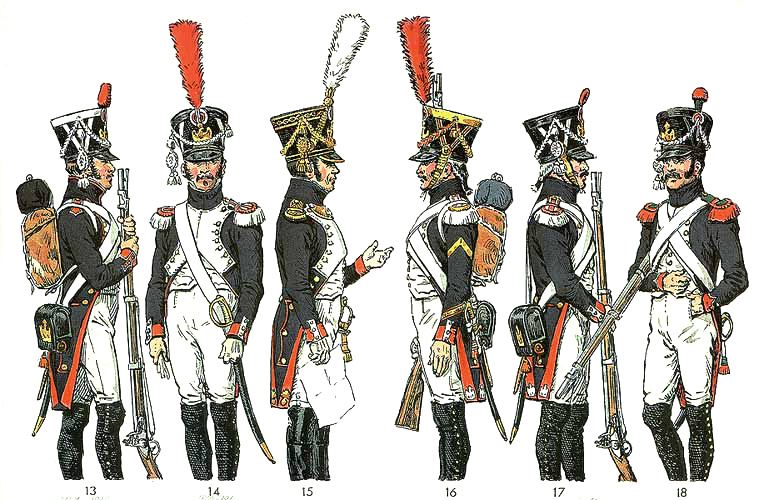
Uniformi della fanteria della Grande Armata nel periodo 1807-1815.

Napoleone aveva migliorato la capacità di impiego operativo dell'esercito attraverso l'organizzazione dei corpi d'armata, grandi formazioni costituite da 2-4 divisioni che permettevano la grande flessibilità della strategia napoleonica. Comandati dai suoi generali, quasi tutti elevati al rango di maresciallo di Francia dopo le precedenti vittorie, questi corpi d'armata consentivano all'imperatore di dominare grandi spazi con la sua tecnica di marcia separata ma coordinata, prima del concentramento generale, al momento e nel punto giusto, per sferrare l'attacco decisivo. La potenza della strategia napoleonica si fondava sulle grandi capacità intellettuali dell'imperatore che pianificava e organizzava personalmente in tutti i dettagli le operazioni; i suoi marescialli, giovani, aggressivi e pronti a portarsi sulla linea del fuoco, erano valenti esecutori ma dipendevano completamente dal loro capo per le scelte operative.
Sul campo di battaglia la fanteria francese adottava in teoria l'ordre mixte con un battaglione spiegato in linea ed altri due battaglioni sui lati schierati in colonne; in pratica in realtà i soldati di Napoleone impegnavano il combattimento, secondo la tradizione delle armate rivoluzionarie, con uno schieramento avanzato di fanteria leggera che, in ordine sparso, disgregava con il tiro le linee avversarie; quindi il resto del reggimento con la fanteria di linea passava all'attacco finale in colonne profonde. La cavalleria francese, riorganizzata dall'imperatore in grandi corpi di riserva e guidata da capi famosi, disponeva di notevole forza d'urto ed era in grado di condurre con successo l'inseguimento del nemico. Infine l'artiglieria, a cui Napoleone, ufficiale di artiglieria, dava grande importanza, pur non essendo molto numerosa era omogenea e razionalmente organizzata. L'imperatore, a partire dalla battaglia di Jena, iniziò a costituire e impiegare "grandi batterie" di cannoni concentrati in un solo punto dello schieramento avversario per indebolire le linee nemiche.

### L'esercito prussiano
L'esercito prussiano godeva ancora di grande fama in Europa; dopo essersi ritirato dalle guerre rivoluzionarie nel 1795 non aveva più partecipato alla guerra sul continente e manteneva l'elevata reputazione di efficienza e disciplina ottenuta durante le guerre di Federico il Grande. Elementi fondamentali dell'esercito erano la casta degli ufficiali Junker, il reclutamento dei contadini ed il sistema del drill che addestrava i soldati alla rigida disciplina, alla esecuzione passiva degli ordini ed al combattimento secondo le tattiche settecentesche in ordine lineare allo scoperto, seguendo procedure meccanicamente ripetute. Alle truppe prussiane furono aggregati durante la breve campagna anche 20 000 soldati sassoni di fanteria e cavalleria che furono incorporati forzatamente e inseriti nelle forze campali.

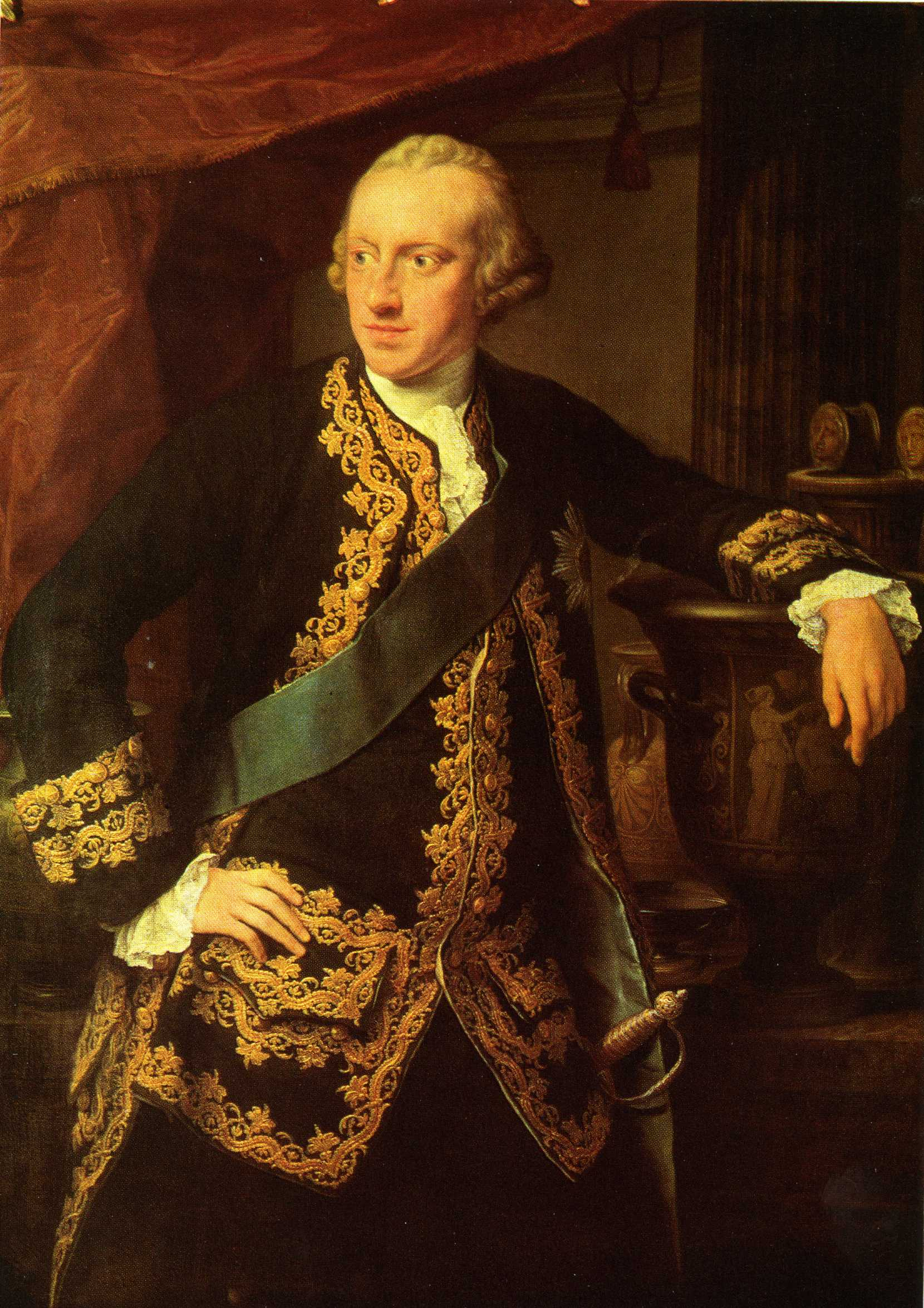
Il duca di Brunswick, comandante nominale dell'esercito prussiano.

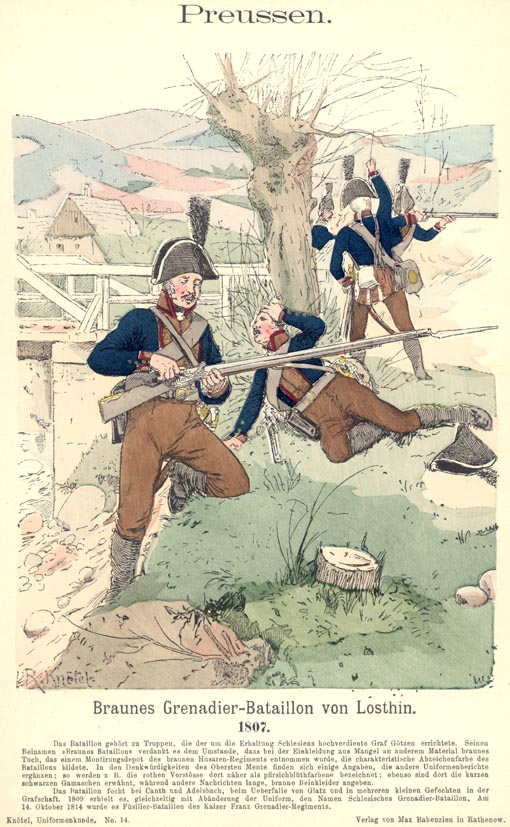
Soldati di fanteria prussiani nel 1807.

In realtà, secondo la celebre espressione di Karl von Clausewitz, la imponente facciata esterna mascherava gravi carenze; le forze campali erano numerose, 121 000 fanti, 35 000 cavalieri e 15 000 artiglieri con 550 cannoni, ma la struttura organica era arretrata; i reggimenti non erano raggruppati in divisioni ma venivano costituite brigate ad hoc senza adeguate strutture di comando; non esistevano corpi d'armata. Erano stati costituiti reggimenti di fanteria leggera, jäger e schützen, ma non erano addestrati a combattere in ordine sparso come i tirailleur francesi; le tattiche erano ancora basate in gran parte sull'ordine obliquo. I movimenti dell'esercito, resi difficoltosi dalla mancanza di adeguate strutture di comando, erano inoltre intralciati da pesanti traini di rifornimenti e vettovaglie; il servizio sanitario e il genio erano fortemente carenti.
La cavalleria prussiana, dotata di ottime cavalcature, era ancora agguerrita, in particolare i reparti di ussari e la prestigiosa Garde du Corps; il parco d'artiglieria invece era scadente; i cannoni, assegnati a livello di reggimenti e brigate, e non erano in grado di fornire un fuoco massiccio e concentrato. Questo esercito quindi, nonostante l'impressione esterna di forza, era molto inferiore alla Grande Armata, mancando inoltre di esperienza di guerra. I soldati, trasformati dalla disciplina draconiana in automi, furono sconcertati dalla tattiche dei francesi, disprezzati come plebaglia atea e invece dimostratesi aggressivi e pericolosi.
Un'altra grave carenza dell'esercito prussiano era costituita dalle strutture di comando; gli ufficiali erano in maggioranza poco preparati, mentre la direzione superiore era formata da una serie di generali anziani (il Duca di Brunswick 71 anni, il principe di Hohenlohe 60, il generale Gebhard Leberecht von Blücher 64, il feldmaresciallo Heinrich von Möllendorf 81), poco risoluti, indecisi e in reciproca rivalità. Nonostante lo spirito di sacrificio dimostrato dalle truppe, le mediocri qualità dei comandanti contribuirono alla completa sconfitta.

### L'esercito russo

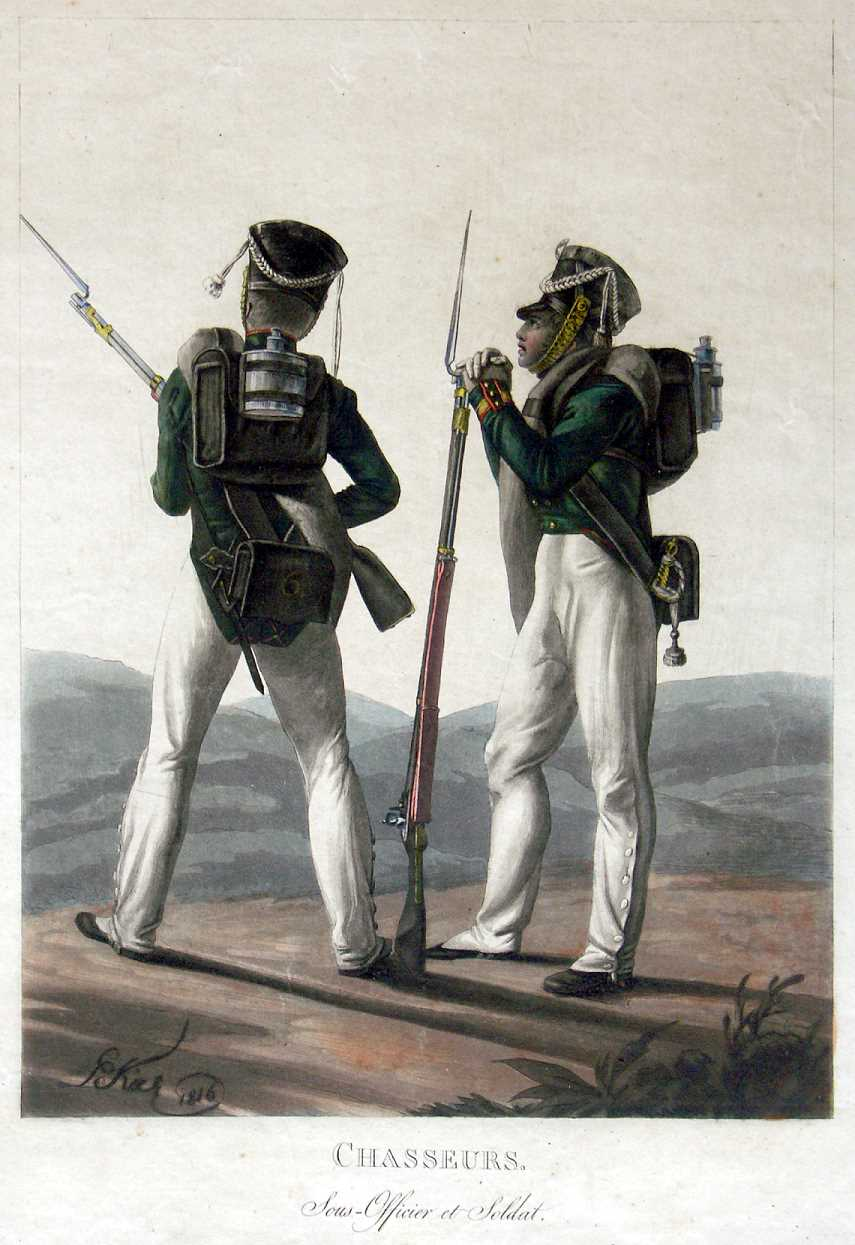
Soldati russi nelle uniformi del periodo napoleonico.

Il principale punto di forza degli eserciti dello zar, che sarebbero intervenuti nella seconda parte della guerra, era costituito dalle qualità dei suoi soldati; reclutati tra i poveri contadini, privi di istruzione e scarsamente equipaggiati e vettovagliati, questi soldati si confermarono però, anche nelle guerre napoleoniche, combattenti solidi, tenaci, in grado di mantenere la coesione sotto il fuoco, difficili da demoralizzare, frugali e resistenti alle fatiche del terreno e del clima. Anche la cavalleria russa, in particolare i reparti dei temuti cosacchi, e l'artiglieria, molto numerosa, fornita di materiale moderno e servita da artiglieri addestrati, si sarebbero dimostrate molto valide sul campo di battaglia.
Dal punto di vista organizzativo e logistico invece l'esercito russo mostrava gravi carenze; i reparti non erano ancora organizzati in corpi d'armata ma erano suddivisi in diciotto grandi "divisioni", strutture organiche ingombranti e poco mobili costituite ognuna da diciotto battaglioni, venti squadroni e ottantadue cannoni. Per la guerra della quarta coalizione, il comando supremo russo avrebbe assegnato otto di queste cosiddette divisioni al fronte occidentale contro la Francia, mentre cinque divisioni furono impegnate contro l'Impero Ottomano e quattro, oltre alla divisione della Guardia imperiale rimasta inizialmente a San Pietroburgo, rimasero di riserva in patria.
Un grande punto debole delle armate russo era la struttura logistica primitiva e la conseguente incapacità di equipaggiare e nutrire convenientemente le truppe, che quindi erano ridotte ad utilizzare le risorse locali, devastando i territori di stanziamento. Anche il corpo ufficiali e lo stato maggiore generale erano, nel 1806-1807, largamente insufficienti; gli ufficiali inferiori erano valorosi e combattivi ma spesso poco preparati tecnicamente, mentre tra gli ufficiali superiori l'esercito russo contava ancora molto su generali di provenienza straniera, principalmente tedesca; dopo il temporaneo ritiro del generale Michail Kutuzov, il comando supremo sul fronte polacco sarebbe stato inizialmente esercitato dall'anziano generale Michail Fedotovič Kamenskij.

## Operazioni militari

### Marcia della Grande Armata contro la Prussia
L'esercito prussiano avrebbe potuto evitare un confronto diretto contro la Grande Armata schierandosi lungo la linea dell'Elba e attendendo l'arrivo dell'armata russa promessa dallo zar Alessandro; in realtà i comandanti prussiani erano pienamente fiduciosi sulle capacità delle loro forze di affrontare i francesi e, sospinti anche da un'ondata di forte patriottismo antifrancese, decisero di avanzare subito oltre l'Elba; del resto l'intervento russo fu rallentato dalle complicazioni sorte con l'Impero Ottomano a causa dei contrasti sul controllo dei Principati danubiani. Lo zar minacciò il sultano Selim III con un ultimatum e iniziò a raggruppare un'armata al comando del generale Ivan Ivanovič Michelson sul Danubio per occupare i principati e quindi i preparativi per soccorrere la Prussia furono ritardati.

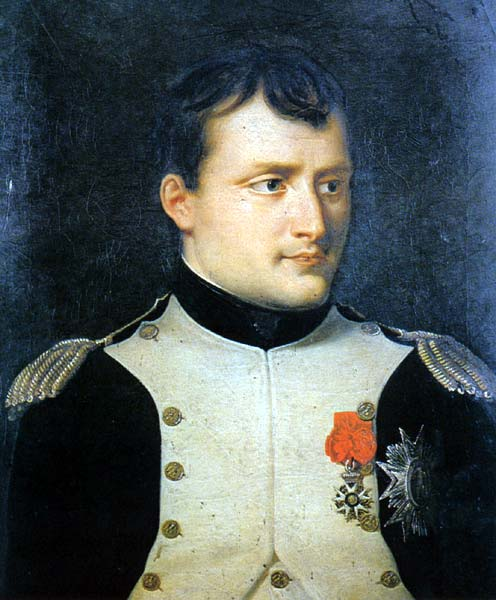
L'imperatore dei francesi Napoleone Bonaparte.

L'esercito prussiano avanzò in Turingia frazionato in tre raggruppamenti separati con scarsi collegamenti; il Duca di Brunswick guidava l'armata principale di 63 000 uomini, mentre il principe di Hohenlohe comandava un'armata di 50 000 soldati che entrò in Sassonia dove accorpò un contingente sassone; infine il generale Ernst von Rüchel marciava dall'Hannover con una terza armata di 30 000 uomini. Le manovre prussiane divennero ben presto confuse a causa di contrasti tra i capi e di incertezze sulla strategia da adottare. Mentre il Duca di Brunswick, comandante in capo nominale, avrebbe voluto organizzare una manovra verso il Meno per aggirare il fianco destro francese, il principe di Hohenlohe, comandante della seconda armata prussiana, propose un'avanzata frontale attraversando in massa il Frankenwald. Per alcuni giorni si susseguirono consigli di guerra e continui ripensamenti sul piano di operazioni; di conseguenza i tre raggruppamenti marciarono lentamente e non riuscirono a concentrarsi in tempo per la battaglia. Alla fine il principe di Hohenlohe sembrò aderire ai progetti operativi del duca di Brunswick e si decise di avanzare a ovest della Saale, concentrando tutte le forze tra Jena e Weimar per condurre un movimento sul fianco francese; ma il principe Hohenlohe manovrò lentamente oltre la Saale e inoltre lasciò due corpi separati lungo il fiume, esposti al possibile attacco del nemico.

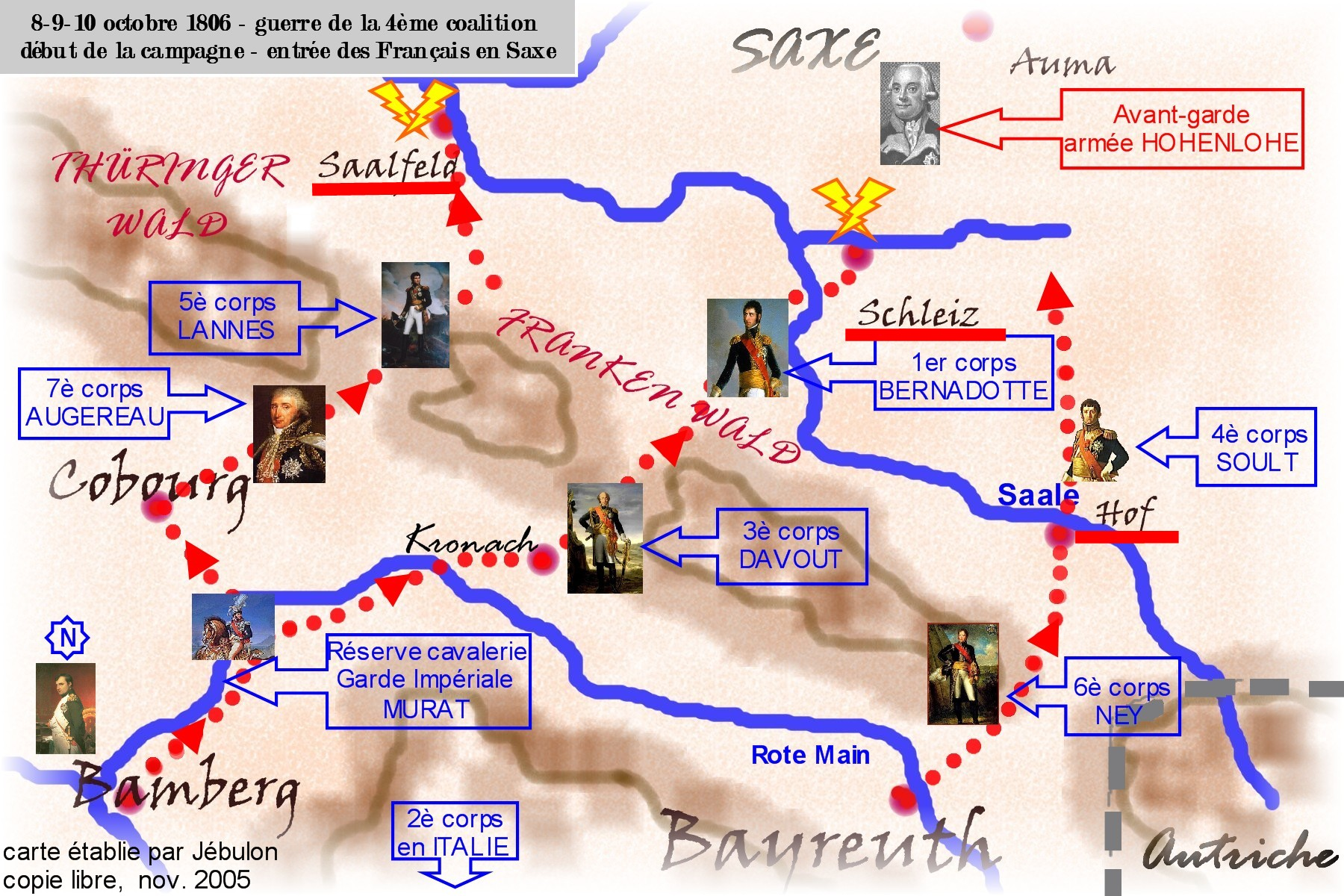
L'avanzata della Grande Armata, con la formazione del bataillon carré, attraverso il Frankenwald.

Napoleone giunse a Bamberga il 5 ottobre per assumere il comando della Grande Armata; le sue prime disposizioni erano state diramate il 19 settembre ma non erano ancora state completamente eseguite al suo arrivo, egli quindi sostituì l'intendente generale Villemanzy con Daru, e si affrettò ad organizzare la concentrazione dei suoi corpi. La campagna fu improvvisata con scarsi mezzi, e, come nel 1805, le truppe partirono con vettovagliamento insufficiente e con gravi carenze di materiali ed equipaggiamenti, ma, sotto la guida dell'imperatore, diedero una nuova dimostrazione di rapidità di marcia, di coesione e di combattività. Napoleone lasciò schierati a protezione della linea del Reno le truppe olandesi del fratello Luigi e il corpo del maresciallo Mortier, mentre egli raggruppò, dopo il 25 settembre, la sua massa di manovra nell'area di Norimberga; la Grande Armata era costituita da circa 130 000 soldati, organizzati in sei corpi d'armata, la Guardia imperiale e la riserva di cavalleria del maresciallo Gioacchino Murat. L'imperatore necessitava di fare presto e di ottenere una rapida vittoria decisiva prima dell'arrivo dei russi; ipotizzando che l'esercito prussiano sarebbe avanzato verso Magonza o Würzburg, progettò in un primo tempo di attirarli oltre il Meno e di aggirarli sul fianco sinistro. Tuttavia ben presto il nemico rallentò i suoi movimenti che divennero progressivamente più confusi e Napoleone, non comprendendo gli scopi delle manovre prussiane, decise di prendere l'iniziativa e sboccare in massa attraverso il Frankenwald per agganciare l'esercito avversario e tagliarlo fuori dall'Elba.
L'imperatore organizzò un abile dispositivo di marcia per consentire alla Grande Armata di avanzare con rapidità e sicurezza, disponendo i suoi corpi in modo da attraversare su strade separate il difficile territorio del Frankenwald mantenendosi all'opportuna distanza per potersi reciprocamente sostenere in caso di complicazioni e potersi velocemente concentrare nella direzione dove sarebbe stato individuato il nemico. Il cosiddetto bataillon carré avanzò in tre colonne a partire dal 7 ottobre con potenza e precisione ed entro il 9 ottobre sboccò fuori dal Frankenwald mantenendo la compattezza e la coesione delle forze. Sulla destra marciarono il VI corpo del maresciallo Michel Ney e il IV corpo del maresciallo Nicolas Soult che raggiunsero Hof senza trovare opposizione; al centro il I corpo del maresciallo Jean-Baptiste Bernadotte, il III corpo del maresciallo Louis-Nicolas Davout, la Guardia imperiale e la cavalleria del maresciallo Murat, seguiti dal Grande Quartier Generale con Napoleone, marciarono su Schleiz e sbaragliarono il distaccamento prussiano del generale Tauenzien. Infine sulla sinistra il maresciallo Jean Lannes con il V corpo d'armata avanzò, seguito dal VII corpo del maresciallo Pierre Augereau, su Saalfeld dove incappò nel reparto del principe Luigi Ferdinando che venne attaccato e sconfitto il 9 novembre, lo stesso principe prussiano venne ucciso in uno scontro all'arma bianca.

### Battaglie di Jena e di Auerstädt
Dopo questi scontri d'avanguardia e dopo la magistrale avanzata attraverso il Frankenwald, Napoleone fece quindi piegare l'armata verso nord-ovest alla ricerca dell'esercito avversario; in un primo momento l'imperatore ipotizzò che i prussiani, dopo le prime sconfitte, fossero in ritirata verso Lipsia ma il maresciallo Joachim Murat, inviato in quella direzione con la riserva di cavalleria, non trovò traccia del nemico e quindi l'imperatore decise di convergere a ovest della Saale con la Grande Armata e marciare su Weimar. L'armata francese avanzò divisa in tre raggruppamenti: il V corpo del maresciallo Jean Lannes e il VII corpo del maresciallo Pierre Augereau attraversarono il fiume a Kahla e si diressero lungo la riva sinistra a Jena dove le truppe del maresciallo Lannes arrivarono il 13 ottobre; il grosso, con Napoleone, la Guardia imperiale, il IV corpo del maresciallo Nicolas Soult, il VI corpo del maresciallo Michel Ney e la riserva di cavalleria, rimasero concentrati più indietro, mentre il III corpo del maresciallo Louis-Nicolas Davout conquistò più a nord il passaggio sulla Saale a Kösen, appoggiato sulla sinistra dal I corpo del maresciallo Jean-Baptiste Bernadotte. L'imperatore, credendo che l'esercito prussiano fosse raggruppato nella piana a ovest di Jena, raggiunse il maresciallo Lannes con gli altri corpi, mentre diede ordine ai marescialli Davout e Bernadotte di manovrare di concerto da Naumburg a Dornburg per intercettare a Apolda la linea di ritirata nemica.

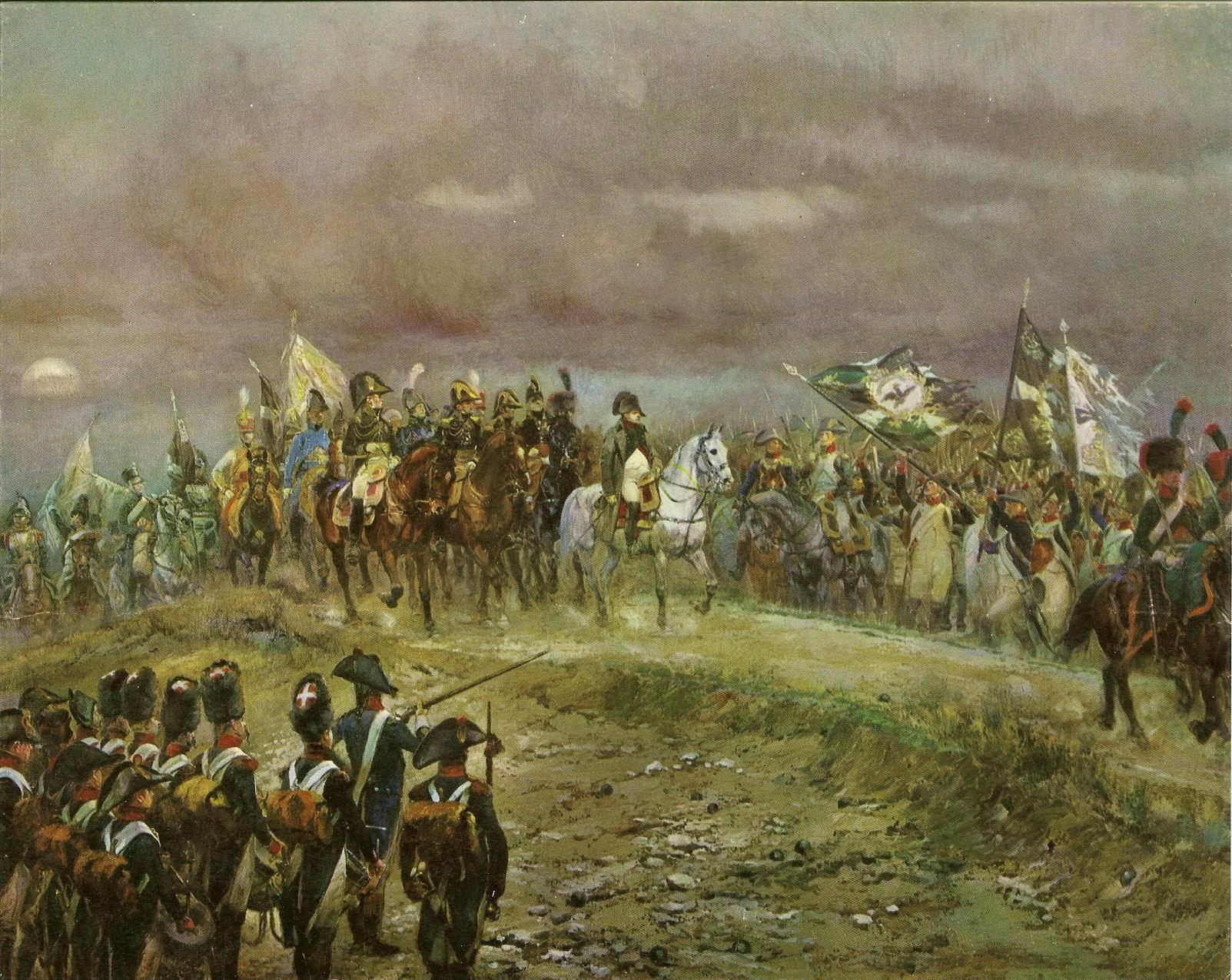
Napoleone acclamato dai soldati della Grande Armata la sera della battaglia di Jena.

Il 14 ottobre 1806 si combatté la battaglia decisiva della breve campagna; i prussiani in realtà, intimoriti e confusi dalle manovre napoleoniche, avevano deciso dopo nuovi contrasti di rinunciare a battersi e l'armata principale di 70 000 soldati del Duca di Brunswick, con il re, si stava muovendo in ritirata verso nord per attraversare la Saale a Kösen, mentre a Jena era rimasta solo l'armata del principe di Hohenlohe con 50 000 soldati che non era ancora raggruppata e stava attendendo i rinforzi della riserva del generale von Rüchel che era in avvicinamento da Weimar. Napoleone attaccò a Jena con la massa delle sue forze e, nonostante la valida resistenza dei prussiani, ottenne una completa vittoria; i corpi del maresciallo Lannes e del maresciallo Ney attaccarono frontalmente, mentre il maresciallo Soult e il maresciallo Augereau aggirarono i due fianchi del nemico. L'intervento finale della cavalleria del maresciallo Murat mise definitivamente in rotta i prussiani e anche l'armata del generale Ernst von Rüchel, giunta in ritardo sul campo di battaglia, venne coinvolta nella disfatta e sbaragliata.

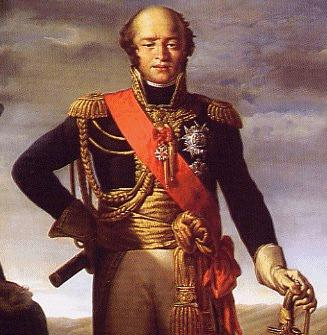
Il maresciallo Louis-Nicolas Davout, vincitore della battaglia di Auerstädt.

Nello stesso giorno, mentre si svolgeva la battaglia a Jena, il maresciallo Davout combatté con il suo corpo d'armata di 26 000 soldati la battaglia di Auerstädt contro l'armata principale prussiana; dopo aver respinto i primi confusi attacchi dei prussiani che tentavano di aprirsi il passo verso Kösen, il maresciallo passò al contrattacco generale e vinse l'accesa battaglia. Il Duca di Brunswick venne mortalmente ferito, le truppe si disgregarono durante la ritirata insieme ai superstiti di Jena e i francesi inseguirono i fuggiaschi verso Apolda. A Dornburg invece il maresciallo Bernadotte, prudente e poco disposto a battersi, non prese parte alla doppia battaglia e non intervenne in aiuto del maresciallo Davout, impegnato in inferiorità numerica contro il nemico.
L'esercito prussiano si ritirò in rotta verso nord dopo aver perso a Jena e Auerstädt 27 000 morti e feriti e 18 000 prigionieri, l'inseguimento della Grande Armata fu particolarmente efficace e completò la distruzione delle forze nemiche. In una prima fase la cavalleria del maresciallo Murat, il IV corpo del maresciallo Soult e il VI corpo del maresciallo Ney avanzarono attraverso le montagne dell'Harz e catturarono altri 20 000 prigionieri; quindi, mentre Napoleone con gli altri corpi marciava direttamente da Lipsia a Berlino, il maresciallo Murat costrinse alla resa il principe di Hohenlohe a Prenzlau il 28 ottobre, il maresciallo Bernadotte entrò a Lubecca dove catturò le forze del generale Gebhard von Blücher il 6 novembre e il maresciallo Ney costrinse alla resa Magdeburgo. Tutte le fortezze si arresero tranne Kolberg, le città aprirono le porte, la popolazione non fece alcuna resistenza, l'amministrazione prussiana si sottomise all'occupante; Napoleone arrivò a Berlino il 27 ottobre, dove fece entrare per primo il maresciallo Davout alla testa del III corpo d'armata. Il temuto esercito prussiano era distrutto e solo un distaccamento rimase intatto in Prussia orientale.
La fulminea vittoria permise a Napoleone di dominare rapidamente la situazione diplomatica in Germania; la Sassonia accettò l'11 dicembre di aderire alla Confederazione del Reno e divenne un regno, gli altri principi della Germania centrale si adeguarono ed entrarono anch'essi, mentre gli inviati prussiani Girolamo Lucchesini e Friedrich von Zastrow, intimoriti dalla disfatta, negoziarono un trattato che venne firmato il 20 ottobre e confermato dal re il 6 novembre. Esso prevedeva la cessione dei territori prussiani a ovest dell'Elba e la chiusura dei porti alle navi britanniche. Ma Napoleone, venuto a conoscenza da documenti segreti scoperti a Berlino, dell'accordo russo-prussiano e avvertito dell'arrivo dell'esercito russo in aiuto della Prussia, cambiò rapidamente le sue decisioni; il 9 novembre decise di imporre per il momento ai prussiani solo un armistizio che prevedesse la possibilità per le truppe francesi di raggiungere senza combattere la Vistola e il Bug Occidentale, mentre i prussiani avrebbero ripiegato in Prussia orientale e si sarebbero ritirati dalla guerra. Egli inoltre stabilì, con una dichiarazione pubblica del 21 novembre, che non avrebbe riconsegnato le terre prussiane occupate fino alla conclusione della pace generale.

### Il blocco continentale e l'avanzata in Polonia

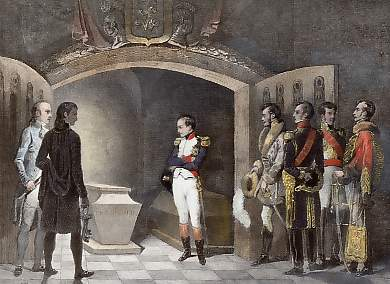
Napoleone visita la tomba di Federico il Grande.

Sempre il 21 novembre 1806 Napoleone emise dalla capitale prussiana il decreto di Berlino che stabilì il cosiddetto blocco continentale secondo il quale le isole britanniche sarebbero state considerate "in stato di blocco", ovvero le merci britanniche provenienti dalla metropoli o dalle sue colonie, anche se trasportate su navi neutrali, sarebbero state respinte dai porti continentali sotto il dominio o l'influenza francese. In quanto "blocco offensivo", questo provvedimento mirava a coalizzare il continente contro la Gran Bretagna ma avrebbe potuto avere successo solo in caso di stretto controllo militare francese di tutte le coste europee e in questo senso spinse ancor di più l'imperatore ad estendere le sue conquiste e il suo dominio.
Contemporaneamente allo sviluppo dei suoi ambiziosi progetti globali di guerra economica e commerciale contro la Gran Bretagna, Napoleone riprese l'avanzata con la Grande Armata per occupare le province prussiane, che non opposero alcuna resistenza, e portarsi sulla linea della Vistola per affrontare i russi. Nel frattempo il re di Prussia aveva respinto il progetto di armistizio concluso il 16 novembre dai suoi inviati e quindi rimase nella coalizione, sperando nel sostegno dello zar. Napoleone si trattenne oltre un mese a Berlino per organizzare la complessa avanzata delle sue forze; egli dovette soprattutto occuparsi di fornire i mezzi ed i materiali necessari per una campagna invernale ai suoi soldati, che erano partiti in ottobre sprovvisti quasi di tutto.

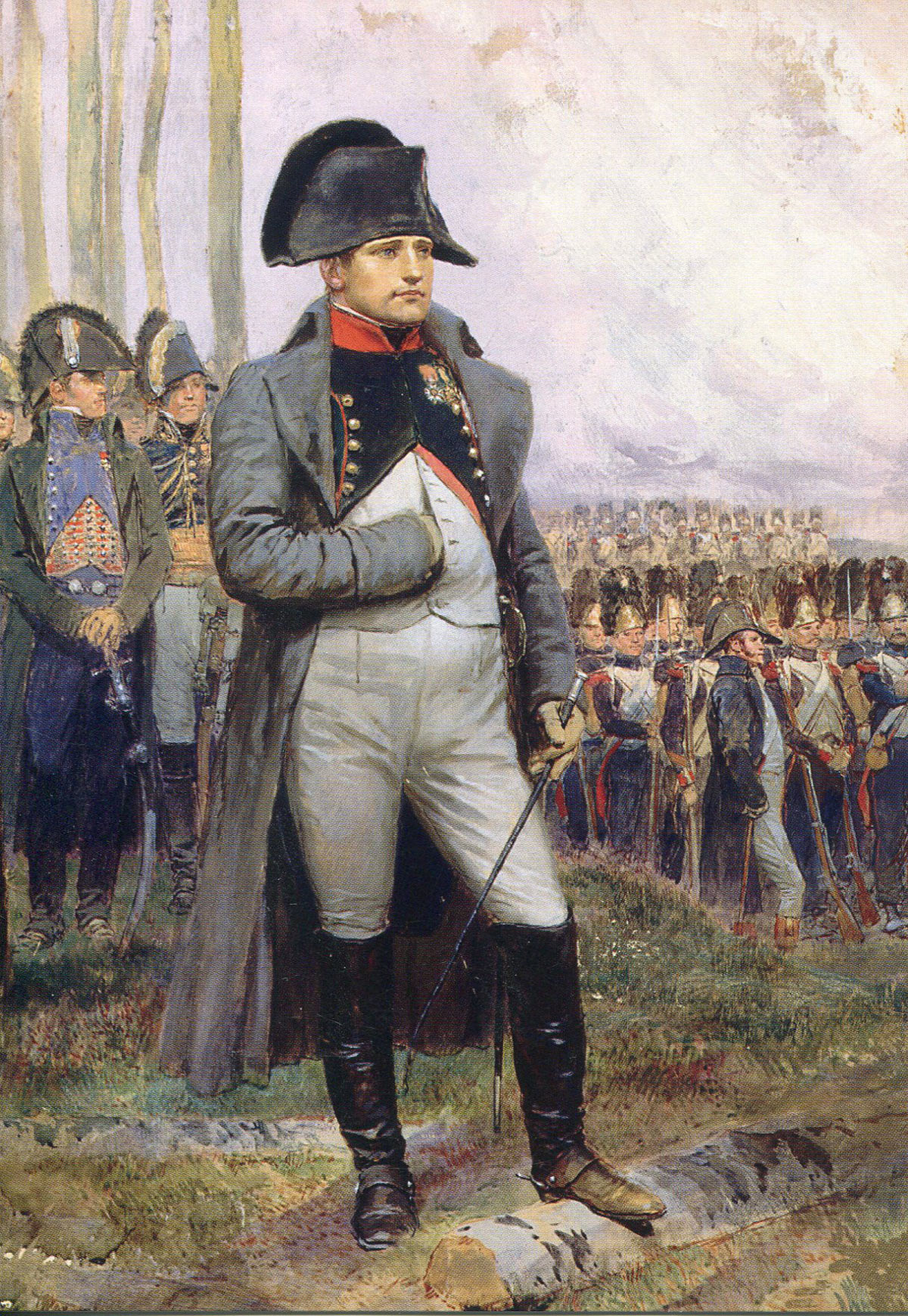
Napoleone durante la campagna del 1806.

La marcia della Grande Armata intanto era in corso sotto il comando provvisorio del maresciallo Murat; a nord il V corpo del maresciallo Lannes e il VII corpo del maresciallo Augereau avanzarono verso Thorn, al centro il III corpo del maresciallo Davout marciò verso Poznań e Varsavia, a sud il nuovo IX corpo, affidato al fratello minore di Napoleone, Girolamo, entrò in Slesia per attaccare le piazzeforti di Glogau e Kalisch. All'estremo nord l'VIII corpo del maresciallo Mortier venne diretto ad occupare la Pomerania svedese e a bloccare la fortezza di Stralsund, che, difesa dal generale svedese Johan Christopher Toll, subì un lungo assedio. I programmi dell'imperatore prevedevano che in un secondo tempo la seconda ondata di truppe avrebbe rafforzato il primo scaglione; il I corpo del maresciallo Bernadotte e il VI corpo del maresciallo Ney si sarebbero diretti a Thorn, mentre il IV corpo del maresciallo Soult sarebbe avanzato fino a Varsavia. La Grande Armata occupò la Polonia e raggiunse la linea della Vistola secondo i piani di Napoleone; Varsavia venne raggiunta dal maresciallo Murat il 28 novembre 1806.

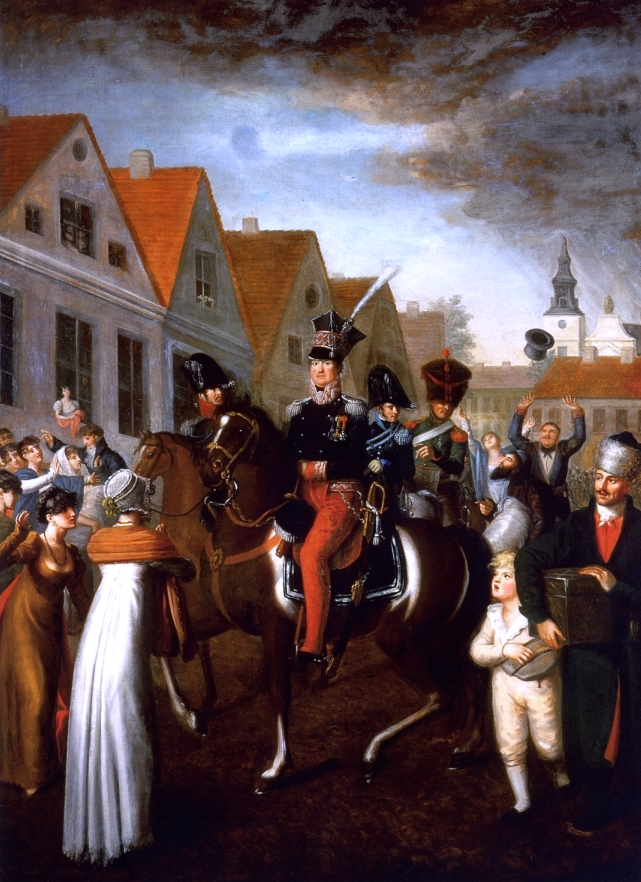
Il generale polacco Jan Henryk Dąbrowski entra a Poznań durante la sollevazione polacca del 1806.

L'avanzata francese verso la Vistola sollevò la complessa questione della Polonia; mentre le truppe francesi occupavano il territorio le popolazioni polacche, con la direzione principale di borghesi e nobili, si sollevarono contro la dominazione prussiana; peraltro i dirigenti della sollevazione polacca erano ampiamente divisi e non erano unanimemente favorevoli alla creazione di uno stato polacco indipendente sotto l'egemonia francese. La nobiltà terriera temeva conseguenze in caso di sconfitta e possibili riforme che avrebbero liberato dal servaggio i contadini; l'alto clero cattolico era fortemente ostile a Napoleone e ai francesi portatori della ideologia "diabolica" della Rivoluzione; esisteva inoltre una fazione favorevole alla Prussia e soprattutto un partito filo-russo che, appoggiato dall'influente consigliere di Alessandro, Adam Czartoryski, confidava nella costituzione di un regno polacco unito all'Impero russo e con lo zar proclamato re di Polonia.
La sollevazione polacca fu guidata inizialmente dai militari Jan Henryk Dąbrowski, Józef Zajączek e Józef Wybicki che, dopo aver ricevuto l'autorizzazione di Napoleone, formarono una serie di legioni polacche con i soldati reclutati nelle regioni occupate che avevano disertato dall'esercito prussiano. In dicembre anche il principe Józef Poniatowski si decise ad aderire alla sollevazione ed al partito francese. Invece Tadeusz Kościuszko, che incontrò l'imperatore, rimase deluso e scettico sulla possibilità di ottenere una vera libertà con l'appoggio del dispotismo imperiale francese. In realtà Napoleone pur autorizzando questi aiuti, importanti per rafforzare la sua armata, si mantenne riservato e non fece promesse o dichiarazioni definitive sulla rinascita della Polonia, nonostante le insistenze dei patrioti polacchi ed anche di Maria Walewska, che passò l'inverno accanto all'imperatore. Napoleone era dubbioso sulla capacità dei polacchi di organizzare uno stato solido e stabile e inoltre temeva di esasperare l'ostilità e la volontà combattiva dello zar Alessandro in caso di immediata ricostituzione di una Polonia indipendente. Nonostante queste incertezze, venne organizzata un'amministrazione diretta dal generale Dąbrowski a Poznań e il 17 gennaio 1807 a Varsavia fu costituita una commissione provvisoria con Stanisław Małachowski presidente, che iniziò ad organizzare un esercito nazionale e una burocrazia.

### La campagna d'inverno
L'esercito russo inviato dallo zar a fronteggiare i francesi e soccorrere i prussiani era diviso in due masse in teoria sotto il comando supremo del maresciallo Michail Kamenskij che in realtà, debole ed indeciso, non fu in grado di sostenere questo incarico e venne presto sostituito. La prima armata russa, guidata dal generale Levin von Bennigsen e costituita da circa 35 000 soldati, si era schierata, dopo aver ripiegato di fronte all'avanzata dell'esercito francese, tra i fiumi Narew e Wkra, dove intendeva aspettare la seconda armata russa che, formata da 40 000 uomini e comandata dal maresciallo Friedrich von Buxhoeveden, era in avvicinamento.

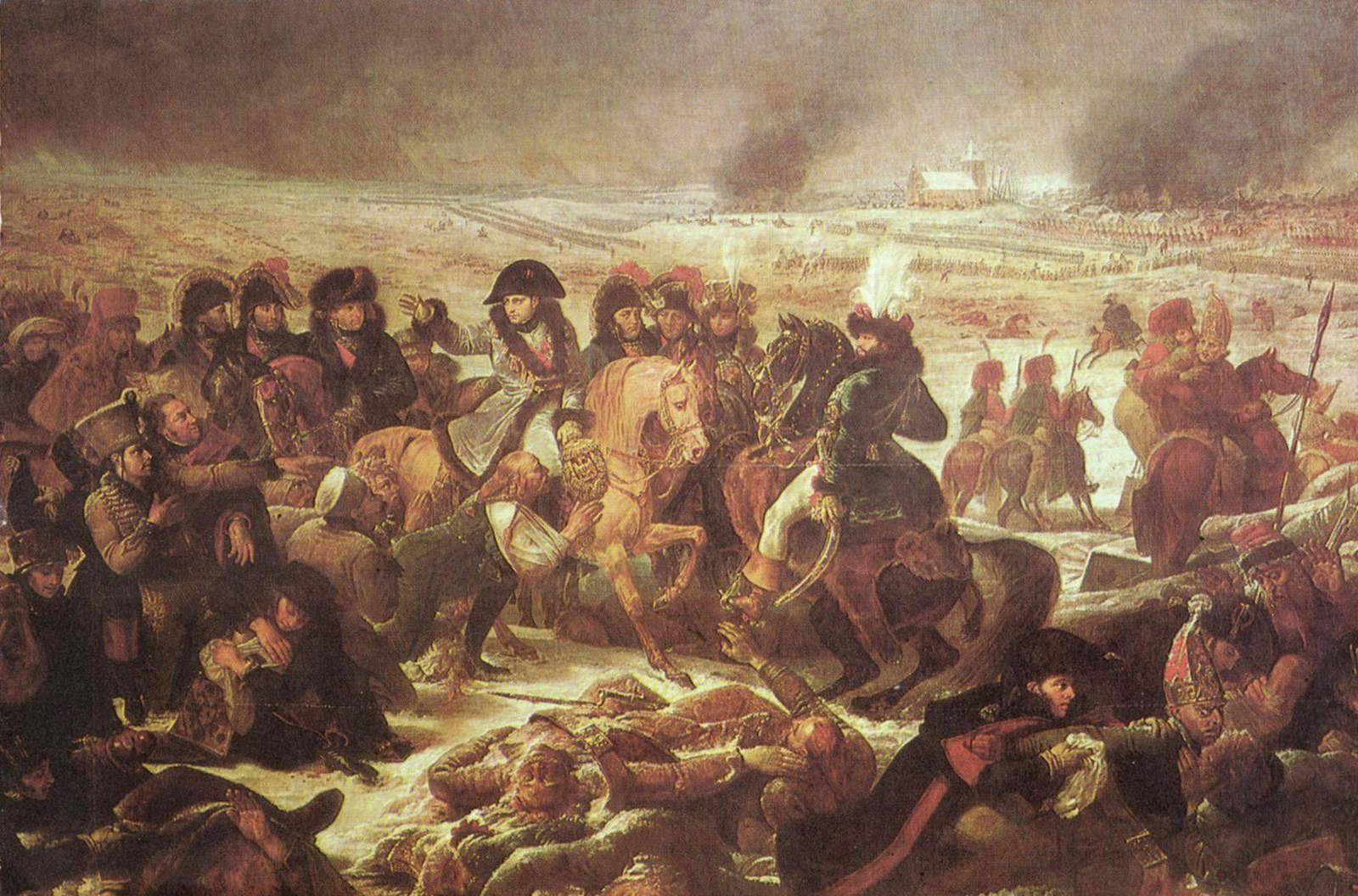
Napoleone alla battaglia di Eylau, alla sinistra dell'imperatore si riconoscono i marescialli Louis-Nicolas Davout, Michel Ney e joachim Murat.

Napoleone alla fine di dicembre lasciò Poznań e si diresse a Varsavia; deciso a prendere l'iniziativa, organizzò una manovra per attaccare e distruggere l'esercito del generale Bennigsen prima dell'arrivo del maresciallo Buxhoeveden. Mentre il III corpo del maresciallo Davout e il V corpo del maresciallo Lannes avrebbero attraversato la Wkra per attaccare frontalmente i russi, preceduti dalla cavalleria del maresciallo Murat e seguiti dal VII corpo del maresciallo Augereau, una massa costituita dal I corpo del maresciallo Bernadotte e dal VI corpo del maresciallo Ney avrebbe aggirato l'ala destra nemica marciando da Thorn e Płock su Mława e Soldau, tagliando anche i collegamenti con il corpo prussiano del generale Anton von L'Estocq schierato a nord. Il IV corpo del maresciallo Soult avrebbe mantenuto i contatti tra i due raggruppamenti.

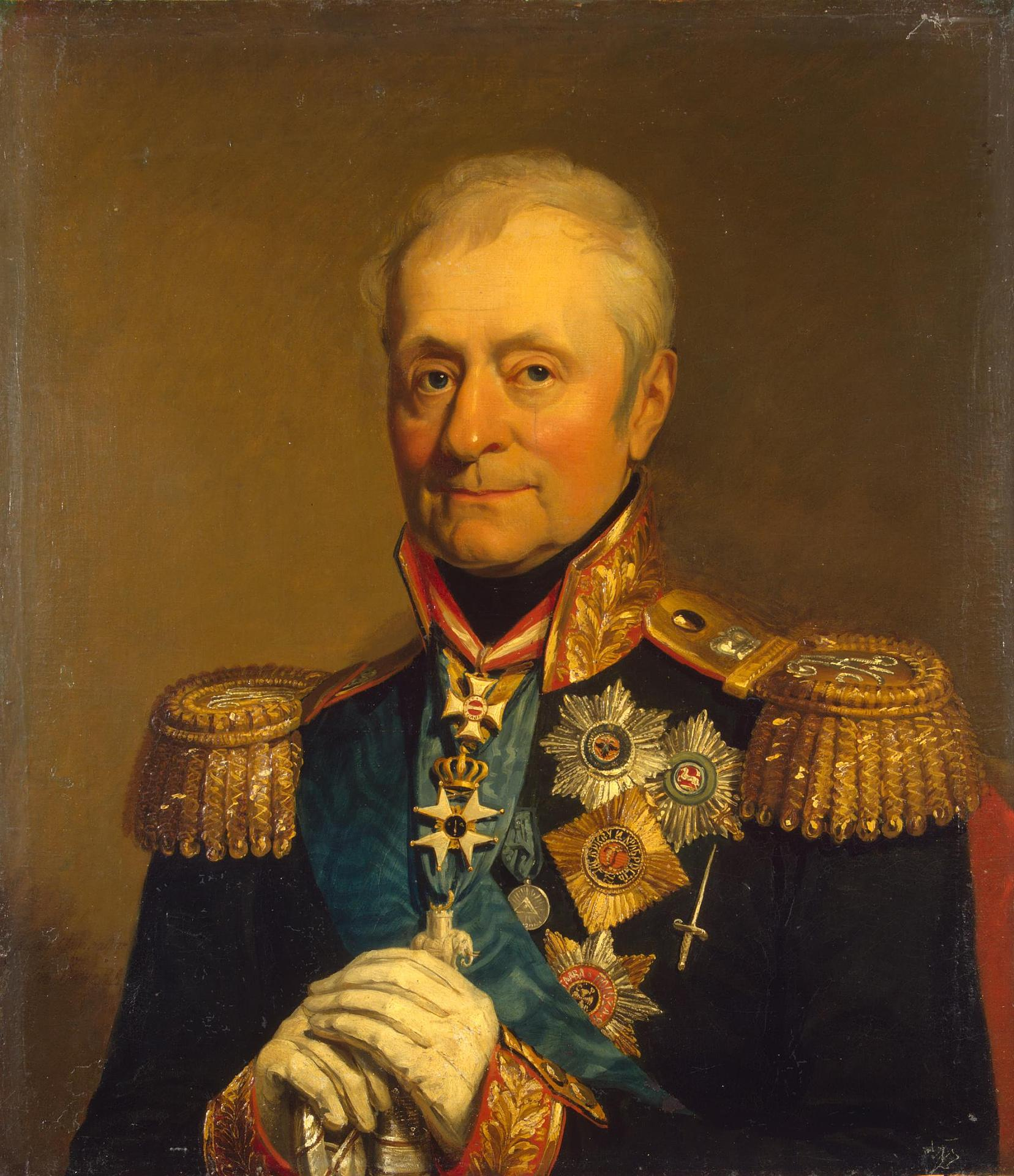
Il generale russo Levin von Bennigsen combatté con tenacia nell'inverno 1806 contro la Grande Armata.

Il piano di Napoleone venne fortemente intralciato dalle difficoltà climatiche, dalle irregolarità del terreno boscoso e in parte paludoso e dalla mancanza di strade percorribili; le piogge incessanti rallentarono la marcia dell'armata sprovvista di mezzi di trasporto sufficienti. L'imperatore lasciò Varsavia il 23 dicembre per raggiungere l'esercito; fin dal giorno prima il maresciallo Davout era intanto riuscito ad attraversare la Wkra a Czarnovo, mentre il maresciallo Lannes stava avanzando su Pułtusk, ma il I corpo del maresciallo Bernadotte venne trattenuto dai prussiani a Biezun e anche il maresciallo Ney non avanzò in tempo. Il generale Bennigsen, cosciente del pericolo, decise di combattere solo per rallentare la manovra francese prima di ripiegare e concentrarsi con la seconda armata russa.
Il 26 dicembre 1806 si combatterono due confuse battaglie che si conclusero senza risultati decisivi, alla battaglia di Pułtusk il V corpo del maresciallo Lannes affrontò in inferiorità numerica il grosso dell'armata del generale Bennigsen e solo nel pomeriggio ebbe la meglio grazie all'arrivo dei rinforzi; più a nord-ovest il III corpo d'armata del maresciallo Davout e il VII corpo d'armata del maresciallo Augereau combatterono la battaglia di Golymin contro una divisione di retroguardia russa comandata dal maresciallo Golitsyn; i soldati russi dimostrarono grande resistenza e riuscirono a ritirarsi con ordine sfruttando il peggioramento del tempo. Essendo mancato l'intervento dei corpi francesi incaricati del movimento aggirante, la "manovra sul Narew" non era riuscita e quindi gli eserciti russi poterono concentrarsi e ripiegare su Ostrołęka; il 29 dicembre Napoleone, considerando le condizioni climatiche e le difficoltà di trasporto per rifornire l'armata, decise di sospendere le operazioni e organizzare le posizioni per l'inverno lungo il fiume Passarge fino a Varsavia.
Sorprendentemente il generale Bennigsen, dopo un consiglio di guerra il 2 gennaio 1807 e dopo aver assunto il comando supremo dell'esercito riunito al posto del maresciallo Kamenskij, aveva deciso di non arrestare la campagna durante l'inverno e al contrario intendeva prendere l'iniziativa per minacciare l'estesa ala sinistra francese costituita dal I corpo del maresciallo Bernadotte e dal VI corpo del maresciallo Ney. I russi attraversarono quindi la Passarge ed avanzarono verso ovest, mentre il corpo prussiano del generale L'Estocq marciava su Graudenz; il maresciallo Bernadotte iniziò a ripiegare prudentemente verso Thorn. Il 27 gennaio Napoleone ebbe notizia di questa inattesa iniziativa nemica e subito prese immediate decisioni operative per volgere a proprio vantaggio la situazione; egli progettò una nuova manovra per attirare verso ovest le truppe russe e attaccarle sul fianco sinistro e alle spalle da sud con un'avanzata in massa del grosso della Grande Armata; il maresciallo Murat, con il III corpo del maresciallo Davout, il IV corpo del maresciallo Soult e il VII corpo del maresciallo Augereau sarebbe avanzato su Allenstein, mentre il V corpo del maresciallo Lannes avrebbe marciato più a est verso Brok.

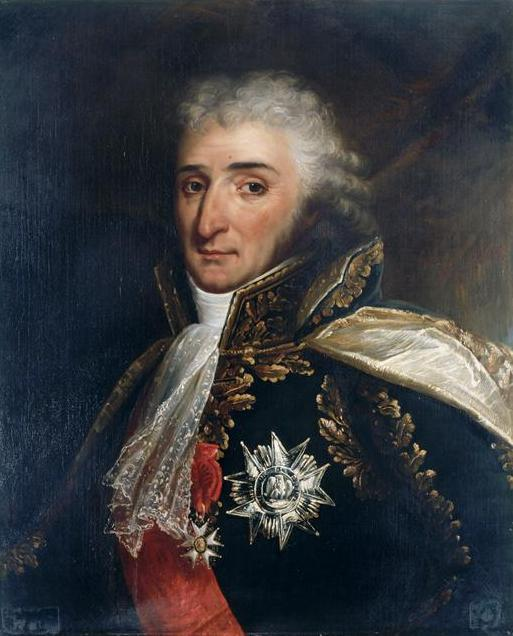
Il maresciallo Pierre Augereau; il suo VII corpo d'armata venne distrutto durante la battaglia di Eylau.

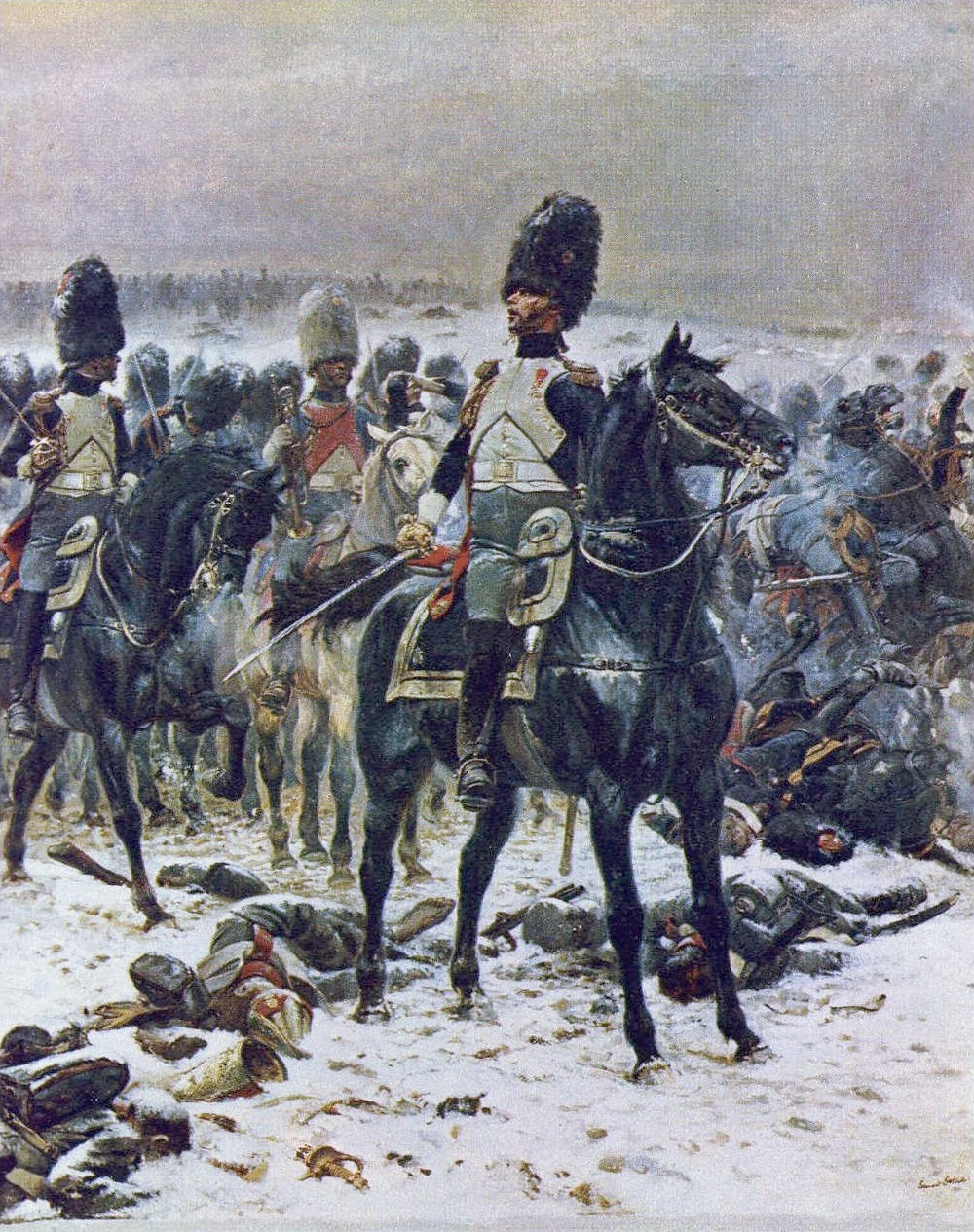
La cavalleria francese alla battaglia di Eylau.

La manovra napoleonica che avrebbe potuto avere risultati decisivi, venne vanificata dalla cattura di un corriere francese da parte dei russi che permise al generale Bennigsen di conoscere in anticipo i piani dell'imperatore. I corpi francesi avanzarono su largo fronte verso nord ma non trovarono il nemico né ad Allenstein né a Güttstadt; i russi si erano ritirati precipitosamente verso nord-est e riuscirono a combattere il 3 febbraio una battaglia di rallentamento a Ionkovo contro l'attacco frontale del maresciallo Murat con le truppe del VI corpo del maresciallo Ney; quindi ripiegarono di nuovo sfuggendo all'ultimo momento alla manovra aggirante sul loro fianco sinistro portata avanti dal maresciallo Soult con il IV corpo, che minacciava di chiuderli in trappola. Napoleone, deluso dal mancato successo decisivo, continuò l'inseguimento con uno schieramento ampiamente disperso e l'8 febbraio si trovò di fronte ad Eylau l'intero esercito del generale Bennigsen che aveva finalmente deciso di dare battaglia per proteggere Königsberg.
Napoleone, pur avendo disponibili sul campo di battaglia solo una parte delle sue forze, decise ugualmente di combattere dopo aver richiamato i corpi del maresciallo Davout e del maresciallo Ney che avrebbero dovuto aggirare il nemico; la battaglia di Eylau si svolse in una rigida giornata invernale con fitte nevicate. L'attacco frontale del maresciallo Soult venne respinto dal solido schieramento della fanteria russa, e il VII corpo del maresciallo Augereau andò incontro al disastro; le truppe si dispersero nella tormenta di neve e vennero decimate dal fuoco dell'artiglieria russa. Il nemico passò al contrattacco e fu contenuto solo con una serie di massicce cariche della cavalleria guidata dal maresciallo Murat; anche l'attacco aggirante sul fianco sinistro da parte del III corpo del maresciallo Davout, giunto sul campo di battaglia, non diede risultati. Nella serata l'arrivò dei prussiani del generale L'Estocq aggravò la situazione dei francesi che venne infine stabilizzata dall'arrivo del VI corpo del maresciallo Ney sul fianco destro dei russi; le perdite erano state elevatissime per tutte e due le parti.
Il giorno seguente il generale Bennigsen decise di ritirarsi dal campo di battaglia e ripiegare, ma la Grande Armata aveva subito perdite molto pesanti e mostrava segni di nervosismo ed esaurimento; Napoleone decise di interrompere le operazioni e dovette concludere che la guerra sarebbe continuata e che bisognava riorganizzare e rinforzare le sue forze in vista di una campagna estiva.

### La campagna d'estate

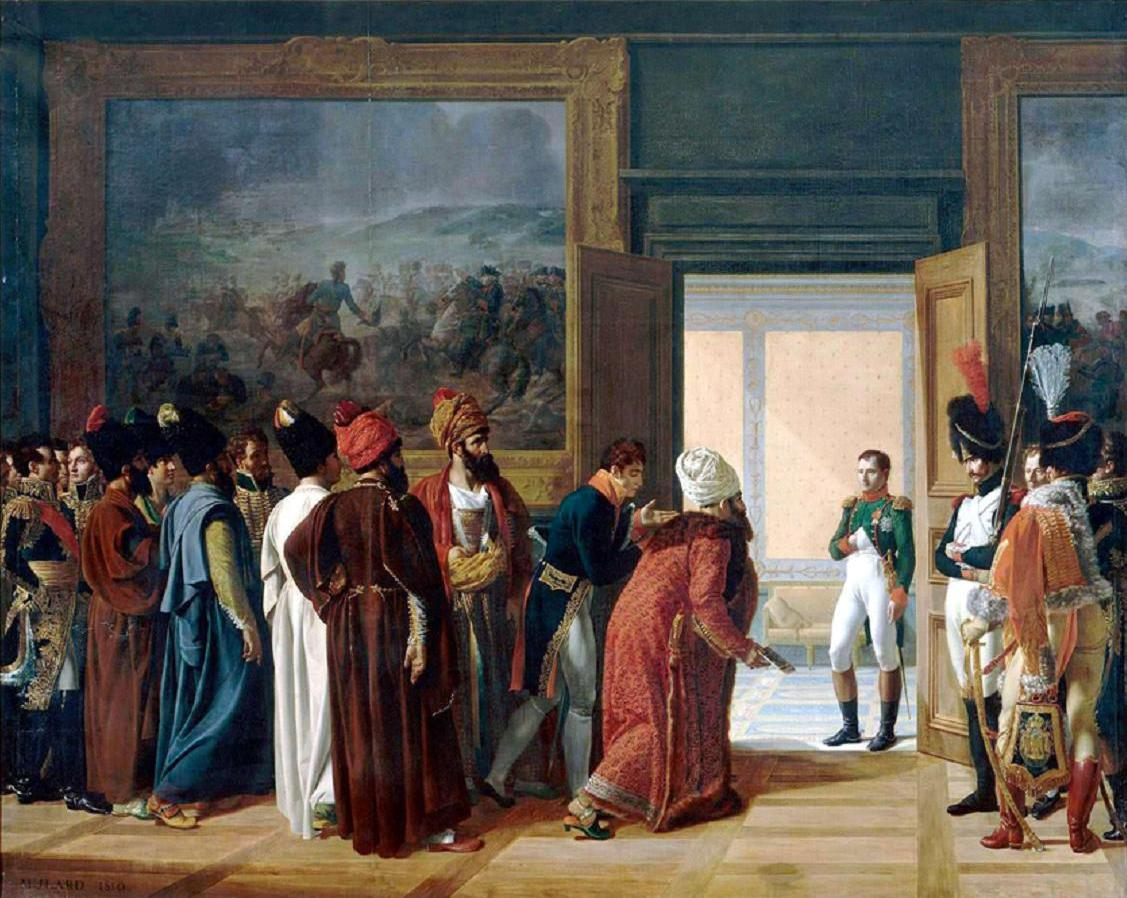
Napoleone accoglie la delegazione della Persia al castello di Finkenstein nell'aprile 1807.

#### Potenziamento delle forze francesi
La battaglia di Eylau fece clamore in Europa; per la prima volta Napoleone non aveva concluso rapidamente la guerra con una grande vittoria decisiva; le difficili condizioni del terreno all'est e il clima invernale avevano rivelato i limiti della guerra napoleonica, povera di mezzi e priva di adeguati sostegni logistici per le truppe. La situazione dell'imperatore, assente dalla Francia, poteva diventare molto difficile.
Egli si stabilì prima a Osterode e poi, il 1º aprile 1807, nel castello di Finkenstein e durante l'inverno e l'inizio della primavera pianificò un grande sforzo militare per potenziare il suo esercito, far fronte a possibili nuove esigenze militari sul continente e migliorare l'approvvigionamento ed il rifornimento delle sue truppe. Dopo aver richiamato i contingenti del 1806 e del 1807, l'imperatore mobilitò in parte anche la classe del 1808 e 110 000 coscritti arrivarono in Germania dove furono organizzati in nuovi "reggimenti provvisori"; i contingenti stranieri forniti dagli alleati furono incrementati da 42 000 a 112 000 uomini. In estate le forze francesi e alleate presenti in Germania raggiunsero i 410 000 uomini, di cui 110 000 soldati in prima linea con Napoleone, per fronteggiare i russi.
Oltre alla vecchia Grande Armata schierata sul fronte, dove si era dovuto procedere allo scioglimento del VII corpo del maresciallo Augereau, distrutto ad Eylau, Napoleone organizzò un X corpo d'armata al comando del maresciallo François Joseph Lefebvre per assediare la fortezza di Danzica, mentre il IX corpo del fratello Girolamo rimase in Slesia e l'VIII corpo del maresciallo Mortier era impegnato nella Pomerania svedese ad assediare Stralsund. Al centro della Germania furono schierati 60 000 uomini del maresciallo Guillaume Brune in funzione di copertura e controllo degli stati tedeschi; in Italia rimasero 120 000 soldati sotto il comando del viceré Eugenio Beauharnais e del generale Reynier per controllare l'Austria, completare la sottomissione della Calabria ed evitare sorprese dei britannici dalla Sicilia; infine il maresciallo André Masséna venne richiamato dalla penisola italiana e messo al comando in Polonia di un "corpo d'osservazione" per proteggere il fianco destro della Grande Armata.
Questi piani di rafforzamento ebbero pieno successo mentre molto più difficoltoso fu il miglioramento dell'equipaggiamento e del vettovagliamento dell'esercito; Napoleone prese per la prima volta la decisione di rinunciare ai fornitori privati, corrotti e inefficienti, e procedere alla militarizzazione dei servizi di retrovia, costituendo un traino di artiglieria, battaglioni di equipaggi e una direzione generale dei viveri guidata dal fratello di Hugues-Bernard Maret. I risultati, nonostante il notevole impegno, furono modesti; per carenza di mezzi di trasporto, i materiali rimasero nelle retrovie e non raggiunsero le truppe, si continuò a fare affidamento soprattutto sulle risorse locali e su personale reclutato sul posto tra i civili; fino alla fine le truppe ricevettero solo il minimo necessario di viveri e vestiario. La Prussia orientale e la Polonia vennero depredate e saccheggiate da tutti gli eserciti.

#### Sviluppi diplomatici e sconfitte della Gran Bretagna in Oriente e America del Sud
Contemporaneamente ai preparativi militari, Napoleone portò avanti una serie di trattative con le altre potenze continentali per guadagnare tempo e diffondere disorientamento tra i suoi avversari, evitando un rafforzamento dell'alleanza antifrancese. La Prussia, in gran parte occupata dalle truppe francesi, sembrò sul punto di concludere una pace separata, anche se poi lo zar Alessandro comparve a Memel e incontrò il re Federico Guglielmo, ne rafforzò la fiducia e concluse la convenzione di Bartenstein il 23 aprile 1807 che consolidò l'alleanza russo-prussiana. In Austria esisteva un partito della guerra e della rivincita contro la Francia, guidato dal nuovo cancelliere Stadion, ma anche in questo caso Napoleone riuscì a ritardare un intervento austriaco, proponendo un'alleanza e poi intralciando una proposta di mediazione presentata il 7 aprile a Francia, Russia e Gran Bretagna, dal cancelliere austriaco.

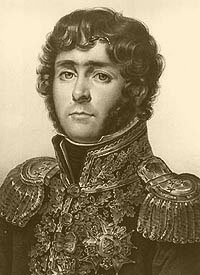
Il generale Horace Sébastiani che diresse la difesa turca durante la spedizione britannica nei Dardanelli.

La Russia di Alessandro, mentre sosteneva quasi da sola la guerra contro Napoleone, era inoltre sempre in guerra con la Persia e soprattutto con l'Impero ottomano del sultano Selim III; il generale Ivan Michelson aveva conquistato la Moldavia e occupato Bucarest, mentre il pascià di Rustciuk, Mustafà Bairaqdar difendeva con il suo esercito la linea del Danubio; nel frattempo erano insorti i serbi che avevano liberato Belgrado il 12 settembre 1806. Nel marzo 1807 essi distrussero l'esercito turco del pascià Solimano e si allearono con la Russia, mentre Napoleone cercava di portare aiuto al sultano, inviando istruttori e proponendo anche, senza successo, l'intervento dell'armata di Dalmazia del generale Auguste Marmont sul Danubio. A maggio 1807 i russi ripresero l'avanzata per congiungersi con i serbi che marciavano attraverso la Krajina e, dopo uno scacco iniziale dovuto all'intervento di Mustafà Bairaqdar oltre il Danubio, il 17 luglio 1807 russi e serbi si collegarono a Negotin. Nel frattempo il 25 maggio 1807 a Costantinopoli si erano verificati eventi che avevano indebolito la resistenza ottomana: una sanguinosa insurrezione degli giannizzeri depose Selim III che venne sostituito con suo cugino Mustafa IV.

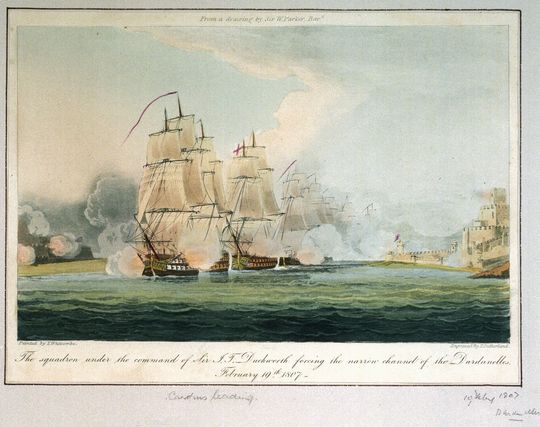
La squadra navale britannica dell'ammiraglio John Thomas Duckworth penetra nello stretto durante la spedizione nei Dardanelli.

Lo zar Alessandro era intralciato da queste impegnative campagne militari nei Balcani ed inoltre era irritato dalla scarsa risolutezza dell'alleato prussiano, dalle indecisioni austriache e in particolare dall'egoismo e dalla modesta collaborazione della Gran Bretagna che non partecipava attivamente alle operazioni sul continente e non aveva nemmeno effettuato manovre diversive sulle coste per allentare la pressione francese sulla Russia. Il governo del primo ministro Grenville, concentrato sulla politica coloniale e in particolare sulle vicende in America meridionale, non aveva nemmeno rinforzato le truppe del generale Henry Edward Fox in Sicilia che quindi non si mossero. Infine il 7 marzo 1807 il governo cadde sulla questione cattolica; dopo le elezioni, venne formato un nuovo governo conservatore con William Portland primo ministro e con una serie di energici uomini nuovi, decisi a contrastare l'egemonia francese in Europa: Spencer Perceval, allo scacchiere, Charles Bathurst al commercio, George Canning agli esteri e Robert Castlereagh alla guerra; essi per il momento tuttavia non ebbero modo di dimostrare subito le loro capacità.

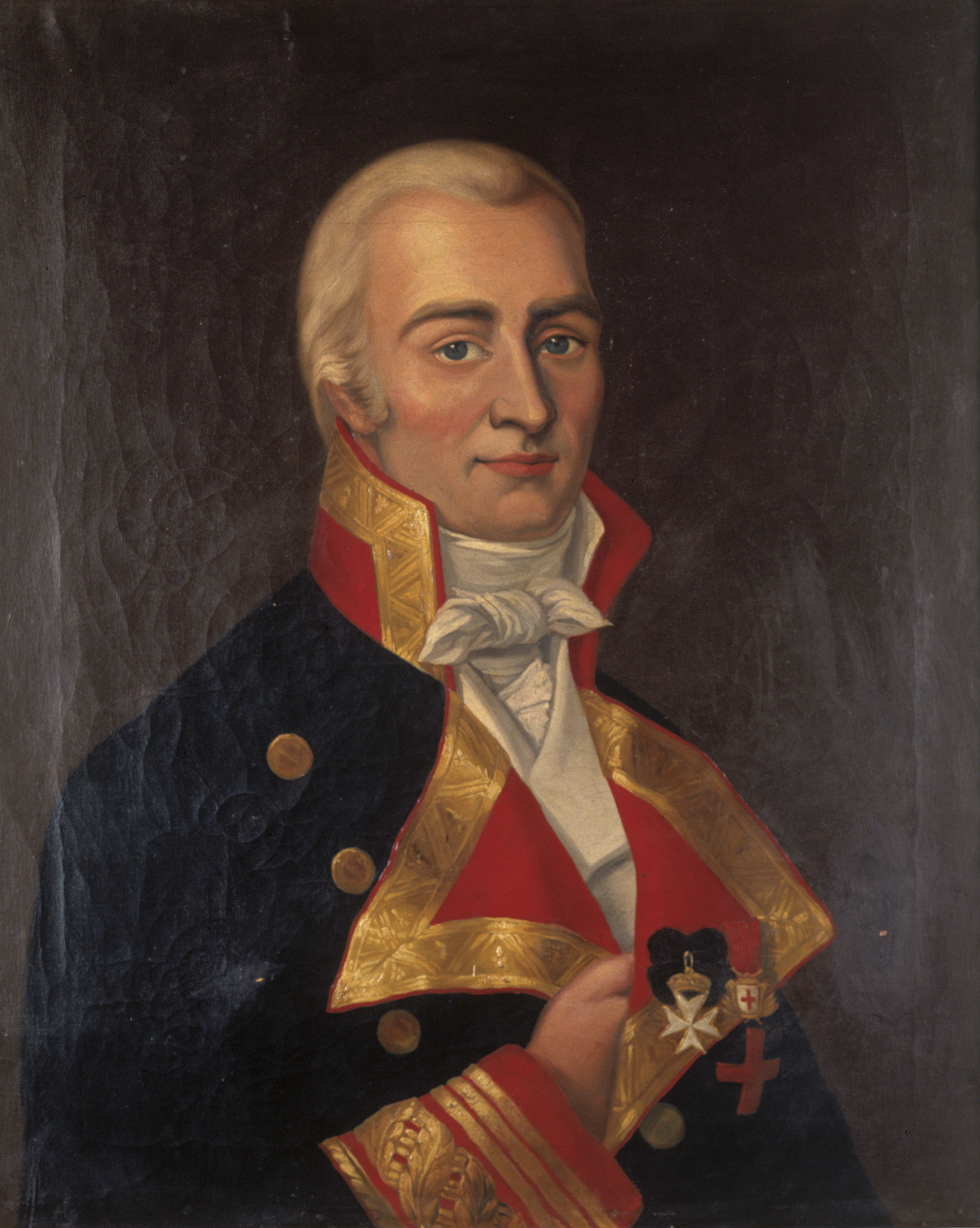
Santiago de Liniers, l'emigrato francese che guidò le milizie locali del Rio della Plata alla vittoria contro i britannici nelle battaglie di Buenos Aires.

In realtà le iniziative della Gran Bretagna in Oriente e nelle Americhe in questa fase terminarono tutte con una serie di gravi e umilianti fallimenti. La spedizione principale britannica fu diretta contro l'Impero Ottomano per costringerlo a rompere le relazioni con la Francia ed entrare in guerra accanto a Gran Bretagna e Russia; fu organizzata un'operazione navale nei Dardanelli al comando dell'ammiraglio John Thomas Duckworth che penetrò nello stretto il 19 febbraio 1807 ma che venne respinta dalle artiglierie turche sotto la direzione del generale francese Horace Sébastiani, inviato da Napoleone. La flotta britannica il 3 marzo si ritirò con perdite dallo stretto. Si concluse con un'altra sconfitta anche spedizione in Egitto, organizzata per ripristinare l'influenza britannica e sconfiggere Mehmet Ali, il capo delle truppe albanesi arruolate nell'esercito ottomano, che aveva battuto i mamelucchi e assunto il potere nel paese. L'ammiraglio Duckworth sbarcò un corpo di truppe al comando del generale Alexander Mackenzie-Fraser che inizialmente raggiunsero Rosetta e Alessandria; ma il 22 aprile 1807 Mehmet Alì bloccò con il suo esercito le truppe nemiche ad Alessandria e alla fine il 15 settembre 1807 i britannici furono costretti a concludere una convenzione di evacuazione e abbandonare l'Egitto.
Infine terminò con un disastro la spedizione britannica in America meridionale; la Gran Bretagna nel giugno 1806, sfruttando lo stato di guerra con la Spagna, alleata di Napoleone, aveva sbarcato alla foce del Rio della Plata, su iniziativa dell'ammiraglio Home Riggs Popham, un corpo di truppe provenienti dal Capo al comando del generale William Carr Beresford che in un primo tempo erano riuscite a conquistare Buenos Aires, sconfiggendo le truppe del viceré. Poco dopo tuttavia le milizie e le truppe coloniali di Santiago de Liniers, sopraggiunte da Montevideo, avevano circondato e costretto alla capitolazione il 12 agosto 1806 il corpo di spedizione britannico del generale Beresford. Dopo questa prima sconfitta i britannici ricomparvero sul Rio della Plata con una seconda spedizione al comando prima del generale Samuel Auchmuty e poi del generale John Whitelocke che occupò Montevideo il 3 febbraio 1807 e poi marciò di nuovo su Buenos Aires. Il 5 luglio 1807 le truppe britanniche entrarono a Buenos Aires dove però furono ancora attaccate e duramente sconfitte dalle truppe coloniali e le milizie locali di Liniers; esse furono costrette a concludere una seconda convenzione di evacuazione il 6 luglio 1807.
La posizione britannica si indebolì anche in Persia dove era in corso la guerra contro la Russia che aveva causato la perdita di Baku e del Daghestan; l'influenza francese crebbe e una delegazione persiana si recò al castello di Finkenstein dove fu ricevuta da Napoleone nell'aprile 1807; il 7 maggio venne firmato un trattato di collaborazione politico-militare in funzione anti-russa e anti-inglese e il generale Gasparre Amédée Gardanne raggiunse Teheran.

#### Ripresa della guerra e battaglia di Friedland
Mentre gli eserciti russi erano impegnati anche sul Danubio e in Persia, i britannici vedevano fallire almeno temporaneamente i loro programmi di espansione in Oriente e nelle Americhe, e l'Austria rimaneva fuori dalla guerra, impegnandosi solo in una sterile mediazione, Napoleone alla fine della primavera 1807 aveva ormai rinforzato le sue forze in Polonia ed era pronto a riprendere la campagna per sferrare un colpo decisivo ai russi e porre fine alla guerra. Furono però ancora una volta i russi a prendere per primi l'iniziativa. Dopo la caduta delle fortezze della Slesia e soprattutto di Danzica il 27 maggio grazie agli strenui sforzi del maresciallo Lefebvre, rafforzato dai reparti del maresciallo Mortier e del maresciallo Lannes, il generale Bennigsen decise di fare un tentativo per proteggere la fortezza di Königsberg, marciando verso la Passarge e attaccando dal 5 giugno le teste di ponte del I e del VI corpo d'armata. Napoleone, sorpreso dai movimenti del nemico, iniziò a concentrare gli altri corpi per affrontare la minaccia e il generale russo iniziò a ripiegare verso la posizione fortificata di Heilsberg.

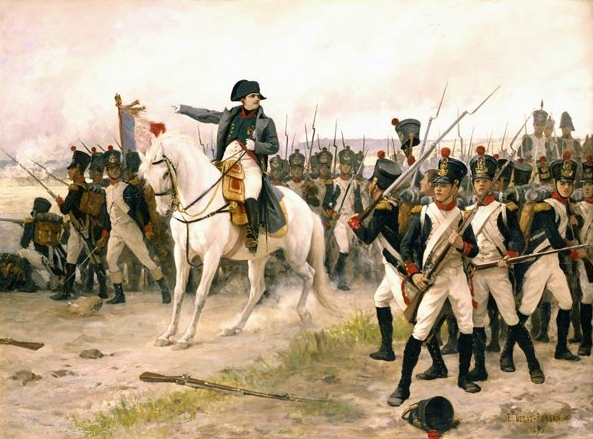
Napoleone alla battaglia di Friedland del 14 giugno 1807.

L'imperatore ideò una manovra per aggirare l'ala destra dei russi e tagliarli fuori dai collegamenti con Königsberg; dal 9 giugno, mentre il maresciallo Murat avanzava frontalmente all'inseguimento del nemico in direzione di Heilsberg con il IV corpo del maresciallo Soult, il VI corpo del maresciallo Ney e il nuovo corpo di riserva affidato al maresciallo Lannes, un secondo raggruppamento con il III corpo del maresciallo Davout e l'VIII corpo del maresciallo Mortier iniziò un movimento per aggirare sulla destra i russi e separarli dai prussiani del generale L'Estocq che sarebbero stati a loro volta agganciati dal I corpo comandato dal generale Claude Victor, dopo il ferimento del maresciallo Bernadotte.

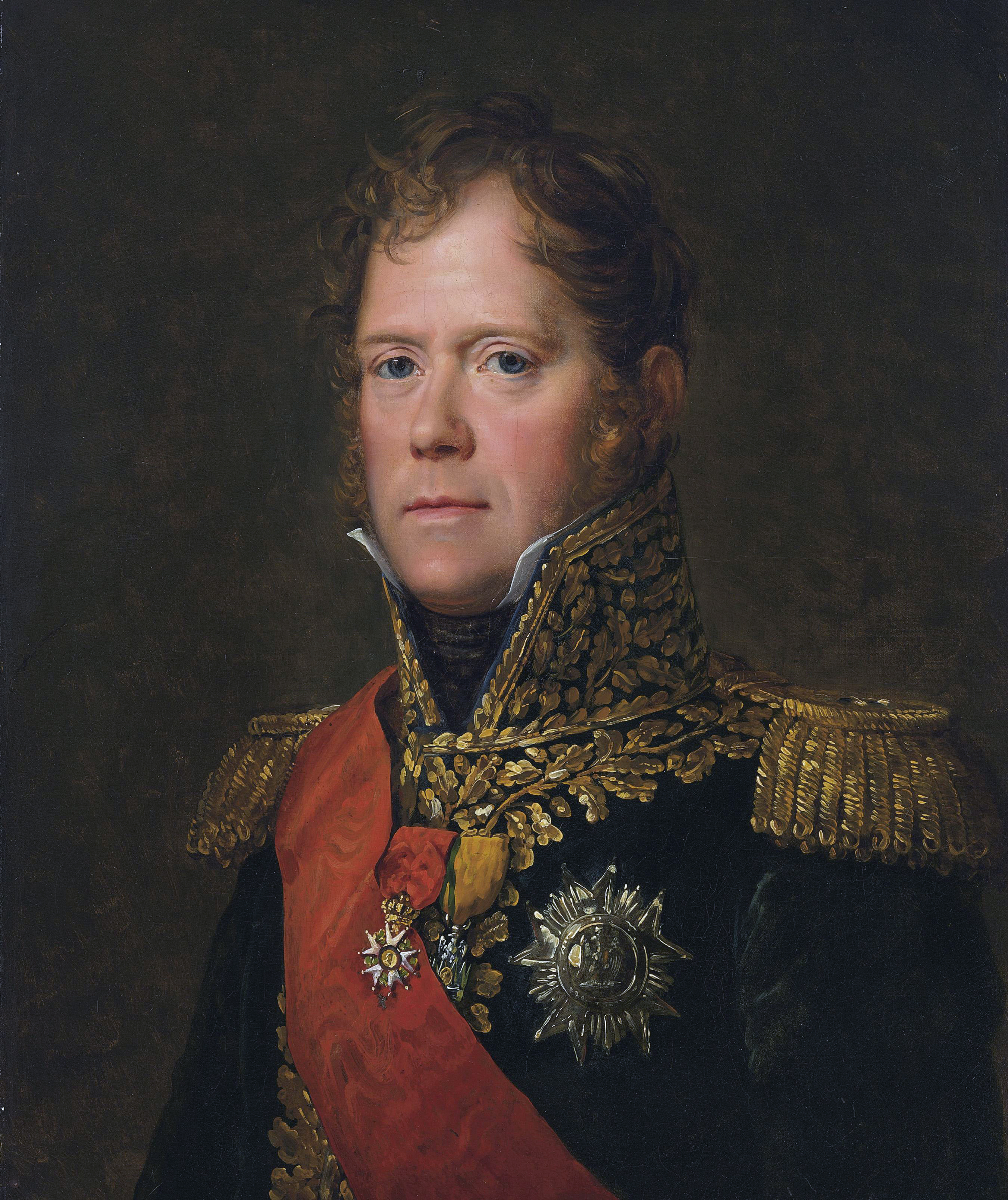
Il maresciallo Michel Ney guidò l'attacco decisivo alla battaglia di Friedland.

Il maresciallo Murat che dirigeva l'inseguimento dei russi, raggiunse le forti posizioni di Heilsberg, ma, invece di attendere l'arrivo del grosso dell'armata che marciava per l'unica strada disponibile, egli prese la decisione il 10 giugno di attaccare in forze le solide posizioni del generale Bennigsen; i ripetuti attacchi frontali del IV corpo del maresciallo Soult furono respinti con pesanti perdite e anche l'intervento affrettato del corpo di riserva del maresciallo Lannes si concluse con un costoso insuccesso, i francesi subirono oltre 10 000 perdite. Il generale russo quindi, dopo aver resistito nella battaglia di Heilsberg, poté ripiegare sulla riva destra del fiume Alle verso Bartenstein, evitando la manovra di aggiramento del III e dell'VIII corpo francesi.
A questo punto Napoleone il 13 giugno decise di puntare direttamente su Königsberg e conquistarla con un raggruppamento formato dalla cavalleria del maresciallo Murat e dal IV corpo del maresciallo Soult, rinforzati sulla destra dal III corpo del maresciallo Davout; mentre egli manteneva una massa di manovra di riserva, inviò anche verso est il maresciallo Lannes per identificare i movimenti dell'esercito russo a est dell'Alle. Il generale Bennigsen, avendo rilevato che il maresciallo Lannes avanzando verso la cittadina di Friedland appariva isolato dal resto della Grande Armata, prese l'iniziativa di tentare un attacco contro questo distaccamento francese e la notte del 14 giugno fece riattraversare alle sue truppe su ponti di barche l'Alle. Il maresciallo Lannes, attaccato debolmente dai russi la mattina del 14 giugno, eseguì efficacemente il suo compito di copertura e trattenne il nemico dando tempo a Napoleone di accorrere sul posto nel primo pomeriggio con il I corpo del generale Victor, l'VIII corpo del maresciallo Mortier e il VI corpo del maresciallo Ney.
Temendo che il generale Bennigsen potesse sfuggirgli ancora una volta, Napoleone, senza attendere l'arrivo previsto entro poche ore delle forze del maresciallo Murat e del maresciallo Davout, sferrò l'attacco contro i russi a Friedland nel tardo pomeriggio; l'ala sinistra russa respinse i primi attacchi del maresciallo Ney, ma l'intervento dell'artiglieria del generale Victor disgregò le linee nemiche e infine un nuovo attacco del VI corpo del maresciallo Ney sconfisse il fianco sinistro e tagliò la linea di ritirata sul fiume Alle. Alcuni ponti furono incendiati e distrutti e solo una parte dell'armata russa riuscì con grande difficoltà a ritirarsi attraverso un guado. Il generale Bennigsen aveva perso 25 000 uomini e 80 cannoni e l'imperatore aveva finalmente raggiunto la vittoria; il 16 giugno il maresciallo Soult, con le truppe del IV corpo d'armata, conquistò anche la fortezza di Königsberg.

## La pace di Tilsit
La sconfitta aveva scosso la risolutezza dei generali russi ed anche dello zar Alessandro; il 19 giugno si ebbero i primi contatti tra le due parti e il 21 giugno venne concluso un armistizio. In realtà anche Napoleone auspicava la fine delle ostilità; egli temeva, nel caso di ulteriore resistenza, di dover portare la guerra oltre il Niemen, che avrebbe richiesto un nuovo grande sforzo organizzativo per avanzare nel cuore della Russia ed un ulteriore prolungamento della sua assenza dalla Francia. Lo zar Alessandro, invitato alla prudenza dal fratello Costantino, temeva in caso di continuazione della guerra ed invasione francese possibili conseguenze rivoluzionarie per il suo regno: i nobili o i militari avrebbero potuto ribellarsi, le province polacche dell'impero insorgere, le masse contadine sollevarsi contro la servitù della gleba.

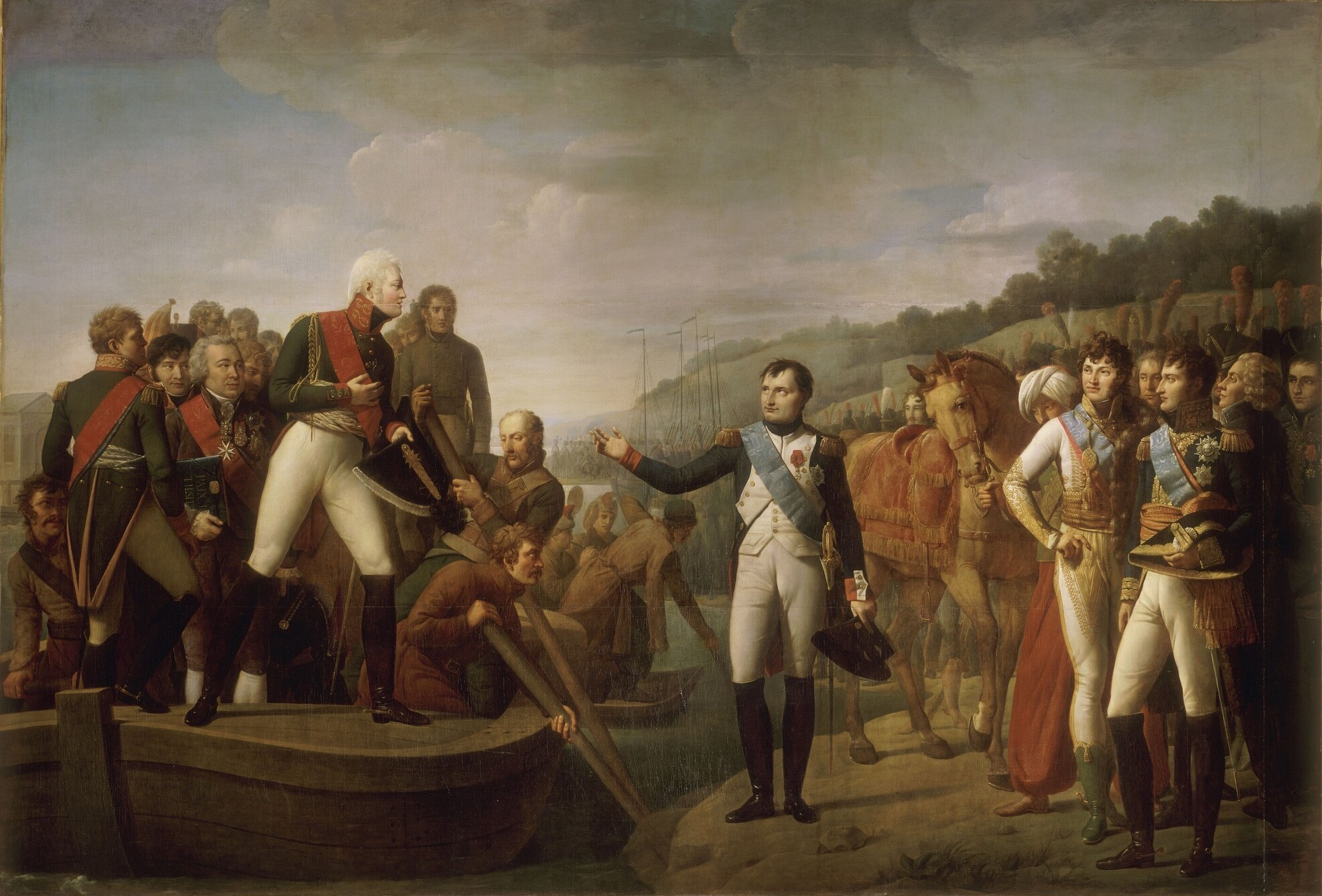
Napoleone e Alessandro alla fine degli incontri di Tilsit.

Napoleone, avendo deciso di allettare lo zar evocando possibili spartizioni dell'Oriente e delle Indie a scapito della Gran Bretagna, propose il 23 giugno ad Alessandro un incontro diretto e il sovrano russo, già irritato per il presunto egoismo britannico e invitato dalla stessa Prussia a ricercare un accordo a tre con la Francia per ridisegnare la carta europea, decise di accettare la proposta dell'imperatore. L'incontro ebbe luogo il 25 giugno su una zattera predisposta in mezzo al Niemen e si prolungò anche nei giorni seguenti con una serie di colloqui segreti tra i due senza testimoni, di cui non esistono resoconti attendibili.
Nonostante le speranze dei governanti prussiani e il tentativo il 6 luglio della regina Luisa di ammorbidire la posizione di Napoleone con un colloquio, la Prussia non fu ammessa alle trattative e subì le conseguenze della sconfitta e dell'accordo tra Francia e Russia. Gli accordi di Tilsit furono conclusi il 7 luglio 1807 e prevedevano oltre al trattato di pace tra Russia e Francia, a cui si unì la Prussia il 9 luglio, un trattato di alleanza tra i due imperi e delle clausole segrete. Il trattato di pace prevedeva che la Prussia avrebbe ceduto tutti i territori a ovest dell'Elba ed anche le sue province polacche tranne uno stretto corridoio di collegamento tra Prussia orientale e Pomerania. I territori occidentali sottratti alla Prussia sarebbero stati uniti all'Assia-Kassel, al Braunschweig e a parte dell'Hannover e avrebbero costituito il nuovo regno di Vestfalia, assegnato da Napoleone al fratello minore Girolamo. Inoltre i territori restanti della Prussia per il momento sarebbero rimasti occupati dall'esercito francese fino al pagamento di una pesante indennità di guerra, regolata secondo una convenzione conclusa il 12 luglio.

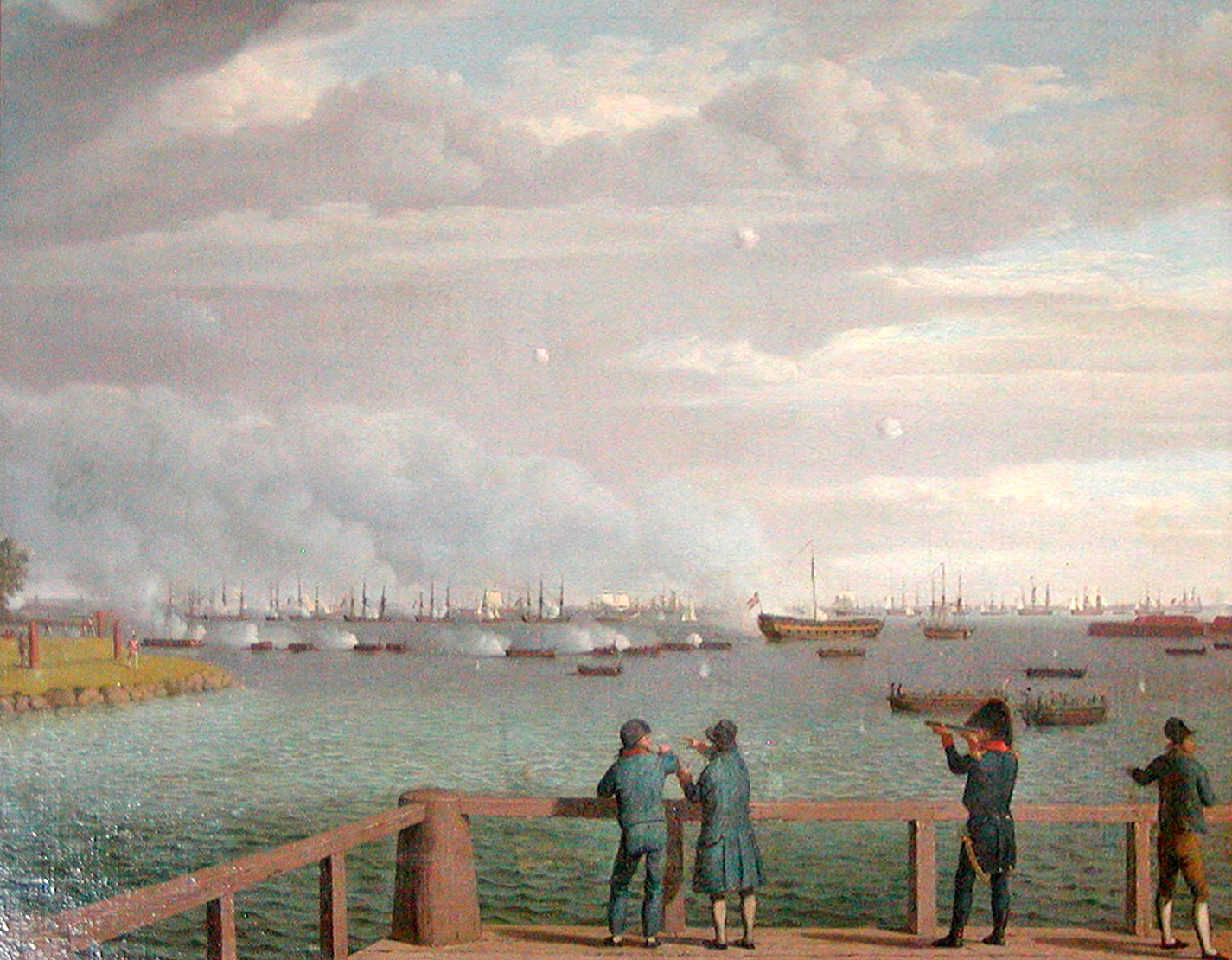
La flotta britannica dell'ammiraglio James Gambier al largo di Copenaghen; il bombardamento del porto danese fu la prima misura presa dalla Gran Bretagna, il 2 settembre 1807, in risposta agli accordi di Tilsit.

Mentre Danzica sarebbe diventata città libera con una guarnigione francese al comando del generale Jean Rapp, le province polacche della Prussia avrebbero costituito, tranne la regione di Białystok che sarebbe stata annessa dalla Russia, il Granducato di Varsavia, formalmente assegnato al re di Sassonia, ma in realtà amministrato dalla nobiltà polacca, occupato dalle truppe francesi e diretto dal maresciallo Louis-Nicolas Davout, nominato governatore. Alessandro accettava quindi lo smembramento della Prussia e la minacciosa ricostituzione di uno stato polacco, alleato della Francia, ai suoi confini occidentali e inoltre cedeva a Napoleone anche le Isole Ionie e Cattaro, conquistare dai russi ai tempi dello zar Paolo, e prometteva di evacuare i Principati danubiani, occupati dal suo esercito.
Gli accordi prevedevano infine che Alessandro e Napoleone avrebbero cercato di mediare con l'Impero Ottomano e la Gran Bretagna per ricercare una pace generale; in caso di fallimento, i due sovrani si sarebbero uniti in un'alleanza continentale antibritannica, chiudendo i porti alle navi inglesi e facendo aderire al blocco continentale, oltre alla Prussia, anche l'Austria, la Svezia, il Portogallo e la Danimarca. Verosimilmente nei colloqui a due venne ipotizzata una spartizione dell'Impero Ottomano, la conquista del Portogallo da parte di Napoleone, della Finlandia e del Levante da parte dello zar.
Gli accordi di Tilsit apparentemente furono un grande successo per Napoleone e coronavano la serie di guerre vittoriose portando la sfera di influenza e dominio francese fino ai confini della Russia; tuttavia nei patti conclusi erano già presenti elementi di disgregazione che avrebbero in breve rovinato l'accordo. In primo luogo l'ambiguo ruolo del Granducato di Varsavia che evocava per Alessandro, oltre alla rinascita della Polonia, una minaccia diretta francese ai suoi confini; inoltre il destino dell'Oriente e di Costantinopoli non era chiaro e Napoleone si sarebbe presto rifiutato di lasciarli ai russi. Alessandro avrebbe approfittato dell'accordo per muovere guerra alla Svezia ma non avrebbe riconsegnato i Principati danubiani; con la sua personalità incostante e ambiziosa, si sarebbe ben presto convinto degli svantaggi dell'accordo e, di fronte alle nuove espansioni francesi, avrebbe ripreso la sua libertà di azione. Infatti, dopo Tilsit, Napoleone, fiducioso nella solidità degli accordi con lo zar, riprese subito una politica di egemonia e dominio continentale pianificando l'invasione del Portogallo e la successiva occupazione della Spagna.
In Gran Bretagna gli accordi di Tilsit, che prospettavano un potenziamento del blocco continentale e un'alleanza europea in funzione antibritannica, rafforzarono la decisione del governo, convinto della temporaneità di questa sistemazione, di continuare la guerra. Vennero inoltre prese dai ministri Canning e Castlereagh, una serie di misure militari energiche che dimostrarono la combattività britannica; la flotta bombardò Copenaghen catturando le navi danesi e mantenendo aperto il Mar Baltico; venne consolidata l'alleanza con la Svezia. Soprattutto venne deciso un intervento diretto nella penisola iberica che, sollevatasi contro l'occupazione francese, avrebbe permesso ai britannici di rimettere piede sul continente e avrebbe progressivamente indebolito l'esercito francese, rovinando l'equilibrio stabilito a Tilsit.